# Gadoidei
Die Gadoidei (sensu Endo, 2002) sind eine Unterordnung der Dorschartigen Fische (Gadiformes). Sie besteht aus acht (neun) Familien, von denen sechs nur aus einer Gattung bestehen. Zu der Unterordnung gehören auch die Dorsche (Gadidae).

## Merkmale
Einzige Autapomorphie der Gadoidei nach Endo ist das Vorhandensein von X- und Y-förmigen Knochen im Schwanzflossenskelett.
Markle gab 1989 für seine Gadoidei, die nicht die Ranicipitidae mit dem Froschdorsch (Raniceps raninus) als einziger Art umfassten, den Verlust von Bändern zwischen den Wirbeln, und Hypuralia (knöcherne Stützelemente des Schwanzflossenskeletts), die aus zwei Knochenplatten bestehen, als gemeinsames Merkmal an.

## Systematik
Der japanische Ichthyologe Hiromitsu Endo stellte folgendes Kladogramm zur Phylogenie der Dorschartigen auf. 
|  | Einhorndorsche (Bregmacerotidae) |
|  |                                  |
|  | Aaldorsche (Muraenolepididae)    |
|  |                                  |

|  | Gaidropsarinae          |
|  |                         |
|  | Gabeldorsche (Phycinae) |
|  |                         |

|  | Quappen (Lotinae) |
|  |                   |
|  | Dorsche (Gadinae) |
|  |                   |

|  | Gaidropsarinae          |
|  |                         |
|  | Gabeldorsche (Phycinae) |
|  |                         |

|  | Quappen (Lotinae) |
|  |                   |
|  | Dorsche (Gadinae) |
|  |                   |

|  | Einhorndorsche (Bregmacerotidae) |
|  |                                  |
|  | Aaldorsche (Muraenolepididae)    |
|  |                                  |

|  | Gaidropsarinae          |
|  |                         |
|  | Gabeldorsche (Phycinae) |
|  |                         |

|  | Quappen (Lotinae) |
|  |                   |
|  | Dorsche (Gadinae) |
|  |                   |

|  | Gaidropsarinae          |
|  |                         |
|  | Gabeldorsche (Phycinae) |
|  |                         |

|  | Quappen (Lotinae) |
|  |                   |
|  | Dorsche (Gadinae) |
|  |                   |

|  | Einhorndorsche (Bregmacerotidae) |
|  |                                  |
|  | Aaldorsche (Muraenolepididae)    |
|  |                                  |

|  | Gaidropsarinae          |
|  |                         |
|  | Gabeldorsche (Phycinae) |
|  |                         |

|  | Quappen (Lotinae) |
|  |                   |
|  | Dorsche (Gadinae) |
|  |                   |

|  | Gaidropsarinae          |
|  |                         |
|  | Gabeldorsche (Phycinae) |
|  |                         |

|  | Quappen (Lotinae) |
|  |                   |
|  | Dorsche (Gadinae) |
|  |                   |

|  | Einhorndorsche (Bregmacerotidae) |
|  |                                  |
|  | Aaldorsche (Muraenolepididae)    |
|  |                                  |

|  | Gaidropsarinae          |
|  |                         |
|  | Gabeldorsche (Phycinae) |
|  |                         |

|  | Quappen (Lotinae) |
|  |                   |
|  | Dorsche (Gadinae) |
|  |                   |

|  | Gaidropsarinae          |
|  |                         |
|  | Gabeldorsche (Phycinae) |
|  |                         |

|  | Quappen (Lotinae) |
|  |                   |
|  | Dorsche (Gadinae) |
|  |                   |

|  | Einhorndorsche (Bregmacerotidae) |
|  |                                  |
|  | Aaldorsche (Muraenolepididae)    |
|  |                                  |

|  | Gaidropsarinae          |
|  |                         |
|  | Gabeldorsche (Phycinae) |
|  |                         |

|  | Quappen (Lotinae) |
|  |                   |
|  | Dorsche (Gadinae) |
|  |                   |

|  | Gaidropsarinae          |
|  |                         |
|  | Gabeldorsche (Phycinae) |
|  |                         |

|  | Quappen (Lotinae) |
|  |                   |
|  | Dorsche (Gadinae) |
|  |                   |

|  | Einhorndorsche (Bregmacerotidae) |
|  |                                  |
|  | Aaldorsche (Muraenolepididae)    |
|  |                                  |

|  | Gaidropsarinae          |
|  |                         |
|  | Gabeldorsche (Phycinae) |
|  |                         |

|  | Quappen (Lotinae) |
|  |                   |
|  | Dorsche (Gadinae) |
|  |                   |

|  | Gaidropsarinae          |
|  |                         |
|  | Gabeldorsche (Phycinae) |
|  |                         |

|  | Quappen (Lotinae) |
|  |                   |
|  | Dorsche (Gadinae) |
|  |                   |

|  | Einhorndorsche (Bregmacerotidae) |
|  |                                  |
|  | Aaldorsche (Muraenolepididae)    |
|  |                                  |

|  | Gaidropsarinae          |
|  |                         |
|  | Gabeldorsche (Phycinae) |
|  |                         |

|  | Quappen (Lotinae) |
|  |                   |
|  | Dorsche (Gadinae) |
|  |                   |

|  | Gaidropsarinae          |
|  |                         |
|  | Gabeldorsche (Phycinae) |
|  |                         |

|  | Quappen (Lotinae) |
|  |                   |
|  | Dorsche (Gadinae) |
|  |                   |

|  | Einhorndorsche (Bregmacerotidae) |
|  |                                  |
|  | Aaldorsche (Muraenolepididae)    |
|  |                                  |

|  | Gaidropsarinae          |
|  |                         |
|  | Gabeldorsche (Phycinae) |
|  |                         |

|  | Quappen (Lotinae) |
|  |                   |
|  | Dorsche (Gadinae) |
|  |                   |

|  | Gaidropsarinae          |
|  |                         |
|  | Gabeldorsche (Phycinae) |
|  |                         |

|  | Quappen (Lotinae) |
|  |                   |
|  | Dorsche (Gadinae) |
|  |                   |

|  | Einhorndorsche (Bregmacerotidae) |
|  |                                  |
|  | Aaldorsche (Muraenolepididae)    |
|  |                                  |

|  | Gaidropsarinae          |
|  |                         |
|  | Gabeldorsche (Phycinae) |
|  |                         |

|  | Quappen (Lotinae) |
|  |                   |
|  | Dorsche (Gadinae) |
|  |                   |

|  | Gaidropsarinae          |
|  |                         |
|  | Gabeldorsche (Phycinae) |
|  |                         |

|  | Quappen (Lotinae) |
|  |                   |
|  | Dorsche (Gadinae) |
|  |                   |

|  | Einhorndorsche (Bregmacerotidae) |
|  |                                  |
|  | Aaldorsche (Muraenolepididae)    |
|  |                                  |

|  | Gaidropsarinae          |
|  |                         |
|  | Gabeldorsche (Phycinae) |
|  |                         |

|  | Quappen (Lotinae) |
|  |                   |
|  | Dorsche (Gadinae) |
|  |                   |

|  | Gaidropsarinae          |
|  |                         |
|  | Gabeldorsche (Phycinae) |
|  |                         |

|  | Quappen (Lotinae) |
|  |                   |
|  | Dorsche (Gadinae) |
|  |                   |

|  | Einhorndorsche (Bregmacerotidae) |
|  |                                  |
|  | Aaldorsche (Muraenolepididae)    |
|  |                                  |

|  | Gaidropsarinae          |
|  |                         |
|  | Gabeldorsche (Phycinae) |
|  |                         |

|  | Quappen (Lotinae) |
|  |                   |
|  | Dorsche (Gadinae) |
|  |                   |

|  | Gaidropsarinae          |
|  |                         |
|  | Gabeldorsche (Phycinae) |
|  |                         |

|  | Quappen (Lotinae) |
|  |                   |
|  | Dorsche (Gadinae) |
|  |                   |

|  | Einhorndorsche (Bregmacerotidae) |
|  |                                  |
|  | Aaldorsche (Muraenolepididae)    |
|  |                                  |

|  | Gaidropsarinae          |
|  |                         |
|  | Gabeldorsche (Phycinae) |
|  |                         |

|  | Quappen (Lotinae) |
|  |                   |
|  | Dorsche (Gadinae) |
|  |                   |

|  | Gaidropsarinae          |
|  |                         |
|  | Gabeldorsche (Phycinae) |
|  |                         |

|  | Quappen (Lotinae) |
|  |                   |
|  | Dorsche (Gadinae) |
|  |                   |

|  | Einhorndorsche (Bregmacerotidae) |
|  |                                  |
|  | Aaldorsche (Muraenolepididae)    |
|  |                                  |

|  | Gaidropsarinae          |
|  |                         |
|  | Gabeldorsche (Phycinae) |
|  |                         |

|  | Quappen (Lotinae) |
|  |                   |
|  | Dorsche (Gadinae) |
|  |                   |

|  | Gaidropsarinae          |
|  |                         |
|  | Gabeldorsche (Phycinae) |
|  |                         |

|  | Quappen (Lotinae) |
|  |                   |
|  | Dorsche (Gadinae) |
|  |                   |

|  | Einhorndorsche (Bregmacerotidae) |
|  |                                  |
|  | Aaldorsche (Muraenolepididae)    |
|  |                                  |

|  | Gaidropsarinae          |
|  |                         |
|  | Gabeldorsche (Phycinae) |
|  |                         |

|  | Quappen (Lotinae) |
|  |                   |
|  | Dorsche (Gadinae) |
|  |                   |

|  | Gaidropsarinae          |
|  |                         |
|  | Gabeldorsche (Phycinae) |
|  |                         |

|  | Quappen (Lotinae) |
|  |                   |
|  | Dorsche (Gadinae) |
|  |                   |

|  | Einhorndorsche (Bregmacerotidae) |
|  |                                  |
|  | Aaldorsche (Muraenolepididae)    |
|  |                                  |

|  | Gaidropsarinae          |
|  |                         |
|  | Gabeldorsche (Phycinae) |
|  |                         |

|  | Quappen (Lotinae) |
|  |                   |
|  | Dorsche (Gadinae) |
|  |                   |

|  | Gaidropsarinae          |
|  |                         |
|  | Gabeldorsche (Phycinae) |
|  |                         |

|  | Quappen (Lotinae) |
|  |                   |
|  | Dorsche (Gadinae) |
|  |                   |

|  | Einhorndorsche (Bregmacerotidae) |
|  |                                  |
|  | Aaldorsche (Muraenolepididae)    |
|  |                                  |

|  | Gaidropsarinae          |
|  |                         |
|  | Gabeldorsche (Phycinae) |
|  |                         |

|  | Quappen (Lotinae) |
|  |                   |
|  | Dorsche (Gadinae) |
|  |                   |

|  | Gaidropsarinae          |
|  |                         |
|  | Gabeldorsche (Phycinae) |
|  |                         |

|  | Quappen (Lotinae) |
|  |                   |
|  | Dorsche (Gadinae) |
|  |                   |

|  | Einhorndorsche (Bregmacerotidae) |
|  |                                  |
|  | Aaldorsche (Muraenolepididae)    |
|  |                                  |

|  | Gaidropsarinae          |
|  |                         |
|  | Gabeldorsche (Phycinae) |
|  |                         |

|  | Quappen (Lotinae) |
|  |                   |
|  | Dorsche (Gadinae) |
|  |                   |

|  | Gaidropsarinae          |
|  |                         |
|  | Gabeldorsche (Phycinae) |
|  |                         |

|  | Quappen (Lotinae) |
|  |                   |
|  | Dorsche (Gadinae) |
|  |                   |

|  | Einhorndorsche (Bregmacerotidae) |
|  |                                  |
|  | Aaldorsche (Muraenolepididae)    |
|  |                                  |

|  | Gaidropsarinae          |
|  |                         |
|  | Gabeldorsche (Phycinae) |
|  |                         |

|  | Quappen (Lotinae) |
|  |                   |
|  | Dorsche (Gadinae) |
|  |                   |

|  | Gaidropsarinae          |
|  |                         |
|  | Gabeldorsche (Phycinae) |
|  |                         |

|  | Quappen (Lotinae) |
|  |                   |
|  | Dorsche (Gadinae) |
|  |                   |

|  | Einhorndorsche (Bregmacerotidae) |
|  |                                  |
|  | Aaldorsche (Muraenolepididae)    |
|  |                                  |

|  | Gaidropsarinae          |
|  |                         |
|  | Gabeldorsche (Phycinae) |
|  |                         |

|  | Quappen (Lotinae) |
|  |                   |
|  | Dorsche (Gadinae) |
|  |                   |

|  | Gaidropsarinae          |
|  |                         |
|  | Gabeldorsche (Phycinae) |
|  |                         |

|  | Quappen (Lotinae) |
|  |                   |
|  | Dorsche (Gadinae) |
|  |                   |

|  | Einhorndorsche (Bregmacerotidae) |
|  |                                  |
|  | Aaldorsche (Muraenolepididae)    |
|  |                                  |

|  | Gaidropsarinae          |
|  |                         |
|  | Gabeldorsche (Phycinae) |
|  |                         |

|  | Quappen (Lotinae) |
|  |                   |
|  | Dorsche (Gadinae) |
|  |                   |

|  | Gaidropsarinae          |
|  |                         |
|  | Gabeldorsche (Phycinae) |
|  |                         |

|  | Quappen (Lotinae) |
|  |                   |
|  | Dorsche (Gadinae) |
|  |                   |

|  | Einhorndorsche (Bregmacerotidae) |
|  |                                  |
|  | Aaldorsche (Muraenolepididae)    |
|  |                                  |

|  | Gaidropsarinae          |
|  |                         |
|  | Gabeldorsche (Phycinae) |
|  |                         |

|  | Quappen (Lotinae) |
|  |                   |
|  | Dorsche (Gadinae) |
|  |                   |

|  | Gaidropsarinae          |
|  |                         |
|  | Gabeldorsche (Phycinae) |
|  |                         |

|  | Quappen (Lotinae) |
|  |                   |
|  | Dorsche (Gadinae) |
|  |                   |

|  | Einhorndorsche (Bregmacerotidae) |
|  |                                  |
|  | Aaldorsche (Muraenolepididae)    |
|  |                                  |

|  | Gaidropsarinae          |
|  |                         |
|  | Gabeldorsche (Phycinae) |
|  |                         |

|  | Quappen (Lotinae) |
|  |                   |
|  | Dorsche (Gadinae) |
|  |                   |

|  | Gaidropsarinae          |
|  |                         |
|  | Gabeldorsche (Phycinae) |
|  |                         |

|  | Quappen (Lotinae) |
|  |                   |
|  | Dorsche (Gadinae) |
|  |                   |

|  | Einhorndorsche (Bregmacerotidae) |
|  |                                  |
|  | Aaldorsche (Muraenolepididae)    |
|  |                                  |

|  | Gaidropsarinae          |
|  |                         |
|  | Gabeldorsche (Phycinae) |
|  |                         |

|  | Quappen (Lotinae) |
|  |                   |
|  | Dorsche (Gadinae) |
|  |                   |

|  | Gaidropsarinae          |
|  |                         |
|  | Gabeldorsche (Phycinae) |
|  |                         |

|  | Quappen (Lotinae) |
|  |                   |
|  | Dorsche (Gadinae) |
|  |                   |

|  | Einhorndorsche (Bregmacerotidae) |
|  |                                  |
|  | Aaldorsche (Muraenolepididae)    |
|  |                                  |

|  | Gaidropsarinae          |
|  |                         |
|  | Gabeldorsche (Phycinae) |
|  |                         |

|  | Quappen (Lotinae) |
|  |                   |
|  | Dorsche (Gadinae) |
|  |                   |

|  | Gaidropsarinae          |
|  |                         |
|  | Gabeldorsche (Phycinae) |
|  |                         |

|  | Quappen (Lotinae) |
|  |                   |
|  | Dorsche (Gadinae) |
|  |                   |

|  | Einhorndorsche (Bregmacerotidae) |
|  |                                  |
|  | Aaldorsche (Muraenolepididae)    |
|  |                                  |

|  | Gaidropsarinae          |
|  |                         |
|  | Gabeldorsche (Phycinae) |
|  |                         |

|  | Quappen (Lotinae) |
|  |                   |
|  | Dorsche (Gadinae) |
|  |                   |

|  | Gaidropsarinae          |
|  |                         |
|  | Gabeldorsche (Phycinae) |
|  |                         |

|  | Quappen (Lotinae) |
|  |                   |
|  | Dorsche (Gadinae) |
|  |                   |

|  | Einhorndorsche (Bregmacerotidae) |
|  |                                  |
|  | Aaldorsche (Muraenolepididae)    |
|  |                                  |

|  | Gaidropsarinae          |
|  |                         |
|  | Gabeldorsche (Phycinae) |
|  |                         |

|  | Quappen (Lotinae) |
|  |                   |
|  | Dorsche (Gadinae) |
|  |                   |

|  | Gaidropsarinae          |
|  |                         |
|  | Gabeldorsche (Phycinae) |
|  |                         |

|  | Quappen (Lotinae) |
|  |                   |
|  | Dorsche (Gadinae) |
|  |                   |

|  | Einhorndorsche (Bregmacerotidae) |
|  |                                  |
|  | Aaldorsche (Muraenolepididae)    |
|  |                                  |

|  | Gaidropsarinae          |
|  |                         |
|  | Gabeldorsche (Phycinae) |
|  |                         |

|  | Quappen (Lotinae) |
|  |                   |
|  | Dorsche (Gadinae) |
|  |                   |

|  | Gaidropsarinae          |
|  |                         |
|  | Gabeldorsche (Phycinae) |
|  |                         |

|  | Quappen (Lotinae) |
|  |                   |
|  | Dorsche (Gadinae) |
|  |                   |

|  | Einhorndorsche (Bregmacerotidae) |
|  |                                  |
|  | Aaldorsche (Muraenolepididae)    |
|  |                                  |

|  | Gaidropsarinae          |
|  |                         |
|  | Gabeldorsche (Phycinae) |
|  |                         |

|  | Quappen (Lotinae) |
|  |                   |
|  | Dorsche (Gadinae) |
|  |                   |

|  | Gaidropsarinae          |
|  |                         |
|  | Gabeldorsche (Phycinae) |
|  |                         |

|  | Quappen (Lotinae) |
|  |                   |
|  | Dorsche (Gadinae) |
|  |                   |

|  | Einhorndorsche (Bregmacerotidae) |
|  |                                  |
|  | Aaldorsche (Muraenolepididae)    |
|  |                                  |

|  | Gaidropsarinae          |
|  |                         |
|  | Gabeldorsche (Phycinae) |
|  |                         |

|  | Quappen (Lotinae) |
|  |                   |
|  | Dorsche (Gadinae) |
|  |                   |

|  | Gaidropsarinae          |
|  |                         |
|  | Gabeldorsche (Phycinae) |
|  |                         |

|  | Quappen (Lotinae) |
|  |                   |
|  | Dorsche (Gadinae) |
|  |                   |

|  | Einhorndorsche (Bregmacerotidae) |
|  |                                  |
|  | Aaldorsche (Muraenolepididae)    |
|  |                                  |

|  | Gaidropsarinae          |
|  |                         |
|  | Gabeldorsche (Phycinae) |
|  |                         |

|  | Quappen (Lotinae) |
|  |                   |
|  | Dorsche (Gadinae) |
|  |                   |

|  | Gaidropsarinae          |
|  |                         |
|  | Gabeldorsche (Phycinae) |
|  |                         |

|  | Quappen (Lotinae) |
|  |                   |
|  | Dorsche (Gadinae) |
|  |                   |

|  | Einhorndorsche (Bregmacerotidae) |
|  |                                  |
|  | Aaldorsche (Muraenolepididae)    |
|  |                                  |

|  | Gaidropsarinae          |
|  |                         |
|  | Gabeldorsche (Phycinae) |
|  |                         |

|  | Quappen (Lotinae) |
|  |                   |
|  | Dorsche (Gadinae) |
|  |                   |

|  | Gaidropsarinae          |
|  |                         |
|  | Gabeldorsche (Phycinae) |
|  |                         |

|  | Quappen (Lotinae) |
|  |                   |
|  | Dorsche (Gadinae) |
|  |                   |

|  | Einhorndorsche (Bregmacerotidae) |
|  |                                  |
|  | Aaldorsche (Muraenolepididae)    |
|  |                                  |

|  | Gaidropsarinae          |
|  |                         |
|  | Gabeldorsche (Phycinae) |
|  |                         |

|  | Quappen (Lotinae) |
|  |                   |
|  | Dorsche (Gadinae) |
|  |                   |

|  | Gaidropsarinae          |
|  |                         |
|  | Gabeldorsche (Phycinae) |
|  |                         |

|  | Quappen (Lotinae) |
|  |                   |
|  | Dorsche (Gadinae) |
|  |                   |

|  | Einhorndorsche (Bregmacerotidae) |
|  |                                  |
|  | Aaldorsche (Muraenolepididae)    |
|  |                                  |

|  | Gaidropsarinae          |
|  |                         |
|  | Gabeldorsche (Phycinae) |
|  |                         |

|  | Quappen (Lotinae) |
|  |                   |
|  | Dorsche (Gadinae) |
|  |                   |

|  | Gaidropsarinae          |
|  |                         |
|  | Gabeldorsche (Phycinae) |
|  |                         |

|  | Quappen (Lotinae) |
|  |                   |
|  | Dorsche (Gadinae) |
|  |                   |

|  | Einhorndorsche (Bregmacerotidae) |
|  |                                  |
|  | Aaldorsche (Muraenolepididae)    |
|  |                                  |

|  | Gaidropsarinae          |
|  |                         |
|  | Gabeldorsche (Phycinae) |
|  |                         |

|  | Quappen (Lotinae) |
|  |                   |
|  | Dorsche (Gadinae) |
|  |                   |

|  | Gaidropsarinae          |
|  |                         |
|  | Gabeldorsche (Phycinae) |
|  |                         |

|  | Quappen (Lotinae) |
|  |                   |
|  | Dorsche (Gadinae) |
|  |                   |

|  | Einhorndorsche (Bregmacerotidae) |
|  |                                  |
|  | Aaldorsche (Muraenolepididae)    |
|  |                                  |

|  | Gaidropsarinae          |
|  |                         |
|  | Gabeldorsche (Phycinae) |
|  |                         |

|  | Quappen (Lotinae) |
|  |                   |
|  | Dorsche (Gadinae) |
|  |                   |

|  | Gaidropsarinae          |
|  |                         |
|  | Gabeldorsche (Phycinae) |
|  |                         |

|  | Quappen (Lotinae) |
|  |                   |
|  | Dorsche (Gadinae) |
|  |                   |

|  | Einhorndorsche (Bregmacerotidae) |
|  |                                  |
|  | Aaldorsche (Muraenolepididae)    |
|  |                                  |

|  | Gaidropsarinae          |
|  |                         |
|  | Gabeldorsche (Phycinae) |
|  |                         |

|  | Quappen (Lotinae) |
|  |                   |
|  | Dorsche (Gadinae) |
|  |                   |

|  | Gaidropsarinae          |
|  |                         |
|  | Gabeldorsche (Phycinae) |
|  |                         |

|  | Quappen (Lotinae) |
|  |                   |
|  | Dorsche (Gadinae) |
|  |                   |

|  | Einhorndorsche (Bregmacerotidae) |
|  |                                  |
|  | Aaldorsche (Muraenolepididae)    |
|  |                                  |

|  | Gaidropsarinae          |
|  |                         |
|  | Gabeldorsche (Phycinae) |
|  |                         |

|  | Quappen (Lotinae) |
|  |                   |
|  | Dorsche (Gadinae) |
|  |                   |

|  | Gaidropsarinae          |
|  |                         |
|  | Gabeldorsche (Phycinae) |
|  |                         |

|  | Quappen (Lotinae) |
|  |                   |
|  | Dorsche (Gadinae) |
|  |                   |

|  | Einhorndorsche (Bregmacerotidae) |
|  |                                  |
|  | Aaldorsche (Muraenolepididae)    |
|  |                                  |

|  | Gaidropsarinae          |
|  |                         |
|  | Gabeldorsche (Phycinae) |
|  |                         |

|  | Quappen (Lotinae) |
|  |                   |
|  | Dorsche (Gadinae) |
|  |                   |

|  | Gaidropsarinae          |
|  |                         |
|  | Gabeldorsche (Phycinae) |
|  |                         |

|  | Quappen (Lotinae) |
|  |                   |
|  | Dorsche (Gadinae) |
|  |                   |

|  | Einhorndorsche (Bregmacerotidae) |
|  |                                  |
|  | Aaldorsche (Muraenolepididae)    |
|  |                                  |

|  | Gaidropsarinae          |
|  |                         |
|  | Gabeldorsche (Phycinae) |
|  |                         |

|  | Quappen (Lotinae) |
|  |                   |
|  | Dorsche (Gadinae) |
|  |                   |

|  | Gaidropsarinae          |
|  |                         |
|  | Gabeldorsche (Phycinae) |
|  |                         |

|  | Quappen (Lotinae) |
|  |                   |
|  | Dorsche (Gadinae) |
|  |                   |

|  | Einhorndorsche (Bregmacerotidae) |
|  |                                  |
|  | Aaldorsche (Muraenolepididae)    |
|  |                                  |

|  | Gaidropsarinae          |
|  |                         |
|  | Gabeldorsche (Phycinae) |
|  |                         |

|  | Quappen (Lotinae) |
|  |                   |
|  | Dorsche (Gadinae) |
|  |                   |

|  | Gaidropsarinae          |
|  |                         |
|  | Gabeldorsche (Phycinae) |
|  |                         |

|  | Quappen (Lotinae) |
|  |                   |
|  | Dorsche (Gadinae) |
|  |                   |

|  | Einhorndorsche (Bregmacerotidae) |
|  |                                  |
|  | Aaldorsche (Muraenolepididae)    |
|  |                                  |

|  | Gaidropsarinae          |
|  |                         |
|  | Gabeldorsche (Phycinae) |
|  |                         |

|  | Quappen (Lotinae) |
|  |                   |
|  | Dorsche (Gadinae) |
|  |                   |

|  | Gaidropsarinae          |
|  |                         |
|  | Gabeldorsche (Phycinae) |
|  |                         |

|  | Quappen (Lotinae) |
|  |                   |
|  | Dorsche (Gadinae) |
|  |                   |

|  | Einhorndorsche (Bregmacerotidae) |
|  |                                  |
|  | Aaldorsche (Muraenolepididae)    |
|  |                                  |

|  | Gaidropsarinae          |
|  |                         |
|  | Gabeldorsche (Phycinae) |
|  |                         |

|  | Quappen (Lotinae) |
|  |                   |
|  | Dorsche (Gadinae) |
|  |                   |

|  | Gaidropsarinae          |
|  |                         |
|  | Gabeldorsche (Phycinae) |
|  |                         |

|  | Quappen (Lotinae) |
|  |                   |
|  | Dorsche (Gadinae) |
|  |                   |

|  | Einhorndorsche (Bregmacerotidae) |
|  |                                  |
|  | Aaldorsche (Muraenolepididae)    |
|  |                                  |

|  | Gaidropsarinae          |
|  |                         |
|  | Gabeldorsche (Phycinae) |
|  |                         |

|  | Quappen (Lotinae) |
|  |                   |
|  | Dorsche (Gadinae) |
|  |                   |

|  | Gaidropsarinae          |
|  |                         |
|  | Gabeldorsche (Phycinae) |
|  |                         |

|  | Quappen (Lotinae) |
|  |                   |
|  | Dorsche (Gadinae) |
|  |                   |

|  | Einhorndorsche (Bregmacerotidae) |
|  |                                  |
|  | Aaldorsche (Muraenolepididae)    |
|  |                                  |

|  | Gaidropsarinae          |
|  |                         |
|  | Gabeldorsche (Phycinae) |
|  |                         |

|  | Quappen (Lotinae) |
|  |                   |
|  | Dorsche (Gadinae) |
|  |                   |

|  | Gaidropsarinae          |
|  |                         |
|  | Gabeldorsche (Phycinae) |
|  |                         |

|  | Quappen (Lotinae) |
|  |                   |
|  | Dorsche (Gadinae) |
|  |                   |

|  | Einhorndorsche (Bregmacerotidae) |
|  |                                  |
|  | Aaldorsche (Muraenolepididae)    |
|  |                                  |

|  | Gaidropsarinae          |
|  |                         |
|  | Gabeldorsche (Phycinae) |
|  |                         |

|  | Quappen (Lotinae) |
|  |                   |
|  | Dorsche (Gadinae) |
|  |                   |

|  | Gaidropsarinae          |
|  |                         |
|  | Gabeldorsche (Phycinae) |
|  |                         |

|  | Quappen (Lotinae) |
|  |                   |
|  | Dorsche (Gadinae) |
|  |                   |

|  | Einhorndorsche (Bregmacerotidae) |
|  |                                  |
|  | Aaldorsche (Muraenolepididae)    |
|  |                                  |

|  | Gaidropsarinae          |
|  |                         |
|  | Gabeldorsche (Phycinae) |
|  |                         |

|  | Quappen (Lotinae) |
|  |                   |
|  | Dorsche (Gadinae) |
|  |                   |

|  | Gaidropsarinae          |
|  |                         |
|  | Gabeldorsche (Phycinae) |
|  |                         |

|  | Quappen (Lotinae) |
|  |                   |
|  | Dorsche (Gadinae) |
|  |                   |

|  | Einhorndorsche (Bregmacerotidae) |
|  |                                  |
|  | Aaldorsche (Muraenolepididae)    |
|  |                                  |

|  | Gaidropsarinae          |
|  |                         |
|  | Gabeldorsche (Phycinae) |
|  |                         |

|  | Quappen (Lotinae) |
|  |                   |
|  | Dorsche (Gadinae) |
|  |                   |

|  | Gaidropsarinae          |
|  |                         |
|  | Gabeldorsche (Phycinae) |
|  |                         |

|  | Quappen (Lotinae) |
|  |                   |
|  | Dorsche (Gadinae) |
|  |                   |

|  | Einhorndorsche (Bregmacerotidae) |
|  |                                  |
|  | Aaldorsche (Muraenolepididae)    |
|  |                                  |

|  | Gaidropsarinae          |
|  |                         |
|  | Gabeldorsche (Phycinae) |
|  |                         |

|  | Quappen (Lotinae) |
|  |                   |
|  | Dorsche (Gadinae) |
|  |                   |

|  | Gaidropsarinae          |
|  |                         |
|  | Gabeldorsche (Phycinae) |
|  |                         |

|  | Quappen (Lotinae) |
|  |                   |
|  | Dorsche (Gadinae) |
|  |                   |

|  | Einhorndorsche (Bregmacerotidae) |
|  |                                  |
|  | Aaldorsche (Muraenolepididae)    |
|  |                                  |

|  | Gaidropsarinae          |
|  |                         |
|  | Gabeldorsche (Phycinae) |
|  |                         |

|  | Quappen (Lotinae) |
|  |                   |
|  | Dorsche (Gadinae) |
|  |                   |

|  | Gaidropsarinae          |
|  |                         |
|  | Gabeldorsche (Phycinae) |
|  |                         |

|  | Quappen (Lotinae) |
|  |                   |
|  | Dorsche (Gadinae) |
|  |                   |

|  | Einhorndorsche (Bregmacerotidae) |
|  |                                  |
|  | Aaldorsche (Muraenolepididae)    |
|  |                                  |

|  | Gaidropsarinae          |
|  |                         |
|  | Gabeldorsche (Phycinae) |
|  |                         |

|  | Quappen (Lotinae) |
|  |                   |
|  | Dorsche (Gadinae) |
|  |                   |

|  | Gaidropsarinae          |
|  |                         |
|  | Gabeldorsche (Phycinae) |
|  |                         |

|  | Quappen (Lotinae) |
|  |                   |
|  | Dorsche (Gadinae) |
|  |                   |

|  | Einhorndorsche (Bregmacerotidae) |
|  |                                  |
|  | Aaldorsche (Muraenolepididae)    |
|  |                                  |

|  | Gaidropsarinae          |
|  |                         |
|  | Gabeldorsche (Phycinae) |
|  |                         |

|  | Quappen (Lotinae) |
|  |                   |
|  | Dorsche (Gadinae) |
|  |                   |

|  | Gaidropsarinae          |
|  |                         |
|  | Gabeldorsche (Phycinae) |
|  |                         |

|  | Quappen (Lotinae) |
|  |                   |
|  | Dorsche (Gadinae) |
|  |                   |

|  | Einhorndorsche (Bregmacerotidae) |
|  |                                  |
|  | Aaldorsche (Muraenolepididae)    |
|  |                                  |

|  | Gaidropsarinae          |
|  |                         |
|  | Gabeldorsche (Phycinae) |
|  |                         |

|  | Quappen (Lotinae) |
|  |                   |
|  | Dorsche (Gadinae) |
|  |                   |

|  | Gaidropsarinae          |
|  |                         |
|  | Gabeldorsche (Phycinae) |
|  |                         |

|  | Quappen (Lotinae) |
|  |                   |
|  | Dorsche (Gadinae) |
|  |                   |

|  | Einhorndorsche (Bregmacerotidae) |
|  |                                  |
|  | Aaldorsche (Muraenolepididae)    |
|  |                                  |

|  | Gaidropsarinae          |
|  |                         |
|  | Gabeldorsche (Phycinae) |
|  |                         |

|  | Quappen (Lotinae) |
|  |                   |
|  | Dorsche (Gadinae) |
|  |                   |

|  | Gaidropsarinae          |
|  |                         |
|  | Gabeldorsche (Phycinae) |
|  |                         |

|  | Quappen (Lotinae) |
|  |                   |
|  | Dorsche (Gadinae) |
|  |                   |

|  | Einhorndorsche (Bregmacerotidae) |
|  |                                  |
|  | Aaldorsche (Muraenolepididae)    |
|  |                                  |

|  | Gaidropsarinae          |
|  |                         |
|  | Gabeldorsche (Phycinae) |
|  |                         |

|  | Quappen (Lotinae) |
|  |                   |
|  | Dorsche (Gadinae) |
|  |                   |

|  | Gaidropsarinae          |
|  |                         |
|  | Gabeldorsche (Phycinae) |
|  |                         |

|  | Quappen (Lotinae) |
|  |                   |
|  | Dorsche (Gadinae) |
|  |                   |

|  | Einhorndorsche (Bregmacerotidae) |
|  |                                  |
|  | Aaldorsche (Muraenolepididae)    |
|  |                                  |

|  | Gaidropsarinae          |
|  |                         |
|  | Gabeldorsche (Phycinae) |
|  |                         |

|  | Quappen (Lotinae) |
|  |                   |
|  | Dorsche (Gadinae) |
|  |                   |

|  | Gaidropsarinae          |
|  |                         |
|  | Gabeldorsche (Phycinae) |
|  |                         |

|  | Quappen (Lotinae) |
|  |                   |
|  | Dorsche (Gadinae) |
|  |                   |

|  | Einhorndorsche (Bregmacerotidae) |
|  |                                  |
|  | Aaldorsche (Muraenolepididae)    |
|  |                                  |

|  | Gaidropsarinae          |
|  |                         |
|  | Gabeldorsche (Phycinae) |
|  |                         |

|  | Quappen (Lotinae) |
|  |                   |
|  | Dorsche (Gadinae) |
|  |                   |

|  | Gaidropsarinae          |
|  |                         |
|  | Gabeldorsche (Phycinae) |
|  |                         |

|  | Quappen (Lotinae) |
|  |                   |
|  | Dorsche (Gadinae) |
|  |                   |

|  | Einhorndorsche (Bregmacerotidae) |
|  |                                  |
|  | Aaldorsche (Muraenolepididae)    |
|  |                                  |

|  | Gaidropsarinae          |
|  |                         |
|  | Gabeldorsche (Phycinae) |
|  |                         |

|  | Quappen (Lotinae) |
|  |                   |
|  | Dorsche (Gadinae) |
|  |                   |

|  | Gaidropsarinae          |
|  |                         |
|  | Gabeldorsche (Phycinae) |
|  |                         |

|  | Quappen (Lotinae) |
|  |                   |
|  | Dorsche (Gadinae) |
|  |                   |

|  | Einhorndorsche (Bregmacerotidae) |
|  |                                  |
|  | Aaldorsche (Muraenolepididae)    |
|  |                                  |

|  | Gaidropsarinae          |
|  |                         |
|  | Gabeldorsche (Phycinae) |
|  |                         |

|  | Quappen (Lotinae) |
|  |                   |
|  | Dorsche (Gadinae) |
|  |                   |

|  | Gaidropsarinae          |
|  |                         |
|  | Gabeldorsche (Phycinae) |
|  |                         |

|  | Quappen (Lotinae) |
|  |                   |
|  | Dorsche (Gadinae) |
|  |                   |

|  | Einhorndorsche (Bregmacerotidae) |
|  |                                  |
|  | Aaldorsche (Muraenolepididae)    |
|  |                                  |

|  | Gaidropsarinae          |
|  |                         |
|  | Gabeldorsche (Phycinae) |
|  |                         |

|  | Quappen (Lotinae) |
|  |                   |
|  | Dorsche (Gadinae) |
|  |                   |

|  | Gaidropsarinae          |
|  |                         |
|  | Gabeldorsche (Phycinae) |
|  |                         |

|  | Quappen (Lotinae) |
|  |                   |
|  | Dorsche (Gadinae) |
|  |                   |

|  | Einhorndorsche (Bregmacerotidae) |
|  |                                  |
|  | Aaldorsche (Muraenolepididae)    |
|  |                                  |

|  | Gaidropsarinae          |
|  |                         |
|  | Gabeldorsche (Phycinae) |
|  |                         |

|  | Quappen (Lotinae) |
|  |                   |
|  | Dorsche (Gadinae) |
|  |                   |

|  | Gaidropsarinae          |
|  |                         |
|  | Gabeldorsche (Phycinae) |
|  |                         |

|  | Quappen (Lotinae) |
|  |                   |
|  | Dorsche (Gadinae) |
|  |                   |

|  | Einhorndorsche (Bregmacerotidae) |
|  |                                  |
|  | Aaldorsche (Muraenolepididae)    |
|  |                                  |

|  | Gaidropsarinae          |
|  |                         |
|  | Gabeldorsche (Phycinae) |
|  |                         |

|  | Quappen (Lotinae) |
|  |                   |
|  | Dorsche (Gadinae) |
|  |                   |

|  | Gaidropsarinae          |
|  |                         |
|  | Gabeldorsche (Phycinae) |
|  |                         |

|  | Quappen (Lotinae) |
|  |                   |
|  | Dorsche (Gadinae) |
|  |                   |

|  | Einhorndorsche (Bregmacerotidae) |
|  |                                  |
|  | Aaldorsche (Muraenolepididae)    |
|  |                                  |

|  | Gaidropsarinae          |
|  |                         |
|  | Gabeldorsche (Phycinae) |
|  |                         |

|  | Quappen (Lotinae) |
|  |                   |
|  | Dorsche (Gadinae) |
|  |                   |

|  | Gaidropsarinae          |
|  |                         |
|  | Gabeldorsche (Phycinae) |
|  |                         |

|  | Quappen (Lotinae) |
|  |                   |
|  | Dorsche (Gadinae) |
|  |                   |

|  | Einhorndorsche (Bregmacerotidae) |
|  |                                  |
|  | Aaldorsche (Muraenolepididae)    |
|  |                                  |

|  | Gaidropsarinae          |
|  |                         |
|  | Gabeldorsche (Phycinae) |
|  |                         |

|  | Quappen (Lotinae) |
|  |                   |
|  | Dorsche (Gadinae) |
|  |                   |

|  | Gaidropsarinae          |
|  |                         |
|  | Gabeldorsche (Phycinae) |
|  |                         |

|  | Quappen (Lotinae) |
|  |                   |
|  | Dorsche (Gadinae) |
|  |                   |

|  | Einhorndorsche (Bregmacerotidae) |
|  |                                  |
|  | Aaldorsche (Muraenolepididae)    |
|  |                                  |

|  | Gaidropsarinae          |
|  |                         |
|  | Gabeldorsche (Phycinae) |
|  |                         |

|  | Quappen (Lotinae) |
|  |                   |
|  | Dorsche (Gadinae) |
|  |                   |

|  | Gaidropsarinae          |
|  |                         |
|  | Gabeldorsche (Phycinae) |
|  |                         |

|  | Quappen (Lotinae) |
|  |                   |
|  | Dorsche (Gadinae) |
|  |                   |

|  | Einhorndorsche (Bregmacerotidae) |
|  |                                  |
|  | Aaldorsche (Muraenolepididae)    |
|  |                                  |

|  | Gaidropsarinae          |
|  |                         |
|  | Gabeldorsche (Phycinae) |
|  |                         |

|  | Quappen (Lotinae) |
|  |                   |
|  | Dorsche (Gadinae) |
|  |                   |

|  | Gaidropsarinae          |
|  |                         |
|  | Gabeldorsche (Phycinae) |
|  |                         |

|  | Quappen (Lotinae) |
|  |                   |
|  | Dorsche (Gadinae) |
|  |                   |

|  | Einhorndorsche (Bregmacerotidae) |
|  |                                  |
|  | Aaldorsche (Muraenolepididae)    |
|  |                                  |

|  | Gaidropsarinae          |
|  |                         |
|  | Gabeldorsche (Phycinae) |
|  |                         |

|  | Quappen (Lotinae) |
|  |                   |
|  | Dorsche (Gadinae) |
|  |                   |

|  | Gaidropsarinae          |
|  |                         |
|  | Gabeldorsche (Phycinae) |
|  |                         |

|  | Quappen (Lotinae) |
|  |                   |
|  | Dorsche (Gadinae) |
|  |                   |

|  | Einhorndorsche (Bregmacerotidae) |
|  |                                  |
|  | Aaldorsche (Muraenolepididae)    |
|  |                                  |

|  | Gaidropsarinae          |
|  |                         |
|  | Gabeldorsche (Phycinae) |
|  |                         |

|  | Quappen (Lotinae) |
|  |                   |
|  | Dorsche (Gadinae) |
|  |                   |

|  | Gaidropsarinae          |
|  |                         |
|  | Gabeldorsche (Phycinae) |
|  |                         |

|  | Quappen (Lotinae) |
|  |                   |
|  | Dorsche (Gadinae) |
|  |                   |

|  | Einhorndorsche (Bregmacerotidae) |
|  |                                  |
|  | Aaldorsche (Muraenolepididae)    |
|  |                                  |

|  | Gaidropsarinae          |
|  |                         |
|  | Gabeldorsche (Phycinae) |
|  |                         |

|  | Quappen (Lotinae) |
|  |                   |
|  | Dorsche (Gadinae) |
|  |                   |

|  | Gaidropsarinae          |
|  |                         |
|  | Gabeldorsche (Phycinae) |
|  |                         |

|  | Quappen (Lotinae) |
|  |                   |
|  | Dorsche (Gadinae) |
|  |                   |

|  | Einhorndorsche (Bregmacerotidae) |
|  |                                  |
|  | Aaldorsche (Muraenolepididae)    |
|  |                                  |

|  | Gaidropsarinae          |
|  |                         |
|  | Gabeldorsche (Phycinae) |
|  |                         |

|  | Quappen (Lotinae) |
|  |                   |
|  | Dorsche (Gadinae) |
|  |                   |

|  | Gaidropsarinae          |
|  |                         |
|  | Gabeldorsche (Phycinae) |
|  |                         |

|  | Quappen (Lotinae) |
|  |                   |
|  | Dorsche (Gadinae) |
|  |                   |

|  | Einhorndorsche (Bregmacerotidae) |
|  |                                  |
|  | Aaldorsche (Muraenolepididae)    |
|  |                                  |

|  | Gaidropsarinae          |
|  |                         |
|  | Gabeldorsche (Phycinae) |
|  |                         |

|  | Quappen (Lotinae) |
|  |                   |
|  | Dorsche (Gadinae) |
|  |                   |

|  | Gaidropsarinae          |
|  |                         |
|  | Gabeldorsche (Phycinae) |
|  |                         |

|  | Quappen (Lotinae) |
|  |                   |
|  | Dorsche (Gadinae) |
|  |                   |

|  | Einhorndorsche (Bregmacerotidae) |
|  |                                  |
|  | Aaldorsche (Muraenolepididae)    |
|  |                                  |

|  | Gaidropsarinae          |
|  |                         |
|  | Gabeldorsche (Phycinae) |
|  |                         |

|  | Quappen (Lotinae) |
|  |                   |
|  | Dorsche (Gadinae) |
|  |                   |

|  | Gaidropsarinae          |
|  |                         |
|  | Gabeldorsche (Phycinae) |
|  |                         |

|  | Quappen (Lotinae) |
|  |                   |
|  | Dorsche (Gadinae) |
|  |                   |

|  | Einhorndorsche (Bregmacerotidae) |
|  |                                  |
|  | Aaldorsche (Muraenolepididae)    |
|  |                                  |

|  | Gaidropsarinae          |
|  |                         |
|  | Gabeldorsche (Phycinae) |
|  |                         |

|  | Quappen (Lotinae) |
|  |                   |
|  | Dorsche (Gadinae) |
|  |                   |

|  | Gaidropsarinae          |
|  |                         |
|  | Gabeldorsche (Phycinae) |
|  |                         |

|  | Quappen (Lotinae) |
|  |                   |
|  | Dorsche (Gadinae) |
|  |                   |

|  | Einhorndorsche (Bregmacerotidae) |
|  |                                  |
|  | Aaldorsche (Muraenolepididae)    |
|  |                                  |

|  | Gaidropsarinae          |
|  |                         |
|  | Gabeldorsche (Phycinae) |
|  |                         |

|  | Quappen (Lotinae) |
|  |                   |
|  | Dorsche (Gadinae) |
|  |                   |

|  | Gaidropsarinae          |
|  |                         |
|  | Gabeldorsche (Phycinae) |
|  |                         |

|  | Quappen (Lotinae) |
|  |                   |
|  | Dorsche (Gadinae) |
|  |                   |

|  | Einhorndorsche (Bregmacerotidae) |
|  |                                  |
|  | Aaldorsche (Muraenolepididae)    |
|  |                                  |

|  | Gaidropsarinae          |
|  |                         |
|  | Gabeldorsche (Phycinae) |
|  |                         |

|  | Quappen (Lotinae) |
|  |                   |
|  | Dorsche (Gadinae) |
|  |                   |

|  | Gaidropsarinae          |
|  |                         |
|  | Gabeldorsche (Phycinae) |
|  |                         |

|  | Quappen (Lotinae) |
|  |                   |
|  | Dorsche (Gadinae) |
|  |                   |

|  | Einhorndorsche (Bregmacerotidae) |
|  |                                  |
|  | Aaldorsche (Muraenolepididae)    |
|  |                                  |

|  | Gaidropsarinae          |
|  |                         |
|  | Gabeldorsche (Phycinae) |
|  |                         |

|  | Quappen (Lotinae) |
|  |                   |
|  | Dorsche (Gadinae) |
|  |                   |

|  | Gaidropsarinae          |
|  |                         |
|  | Gabeldorsche (Phycinae) |
|  |                         |

|  | Quappen (Lotinae) |
|  |                   |
|  | Dorsche (Gadinae) |
|  |                   |

|  | Einhorndorsche (Bregmacerotidae) |
|  |                                  |
|  | Aaldorsche (Muraenolepididae)    |
|  |                                  |

|  | Gaidropsarinae          |
|  |                         |
|  | Gabeldorsche (Phycinae) |
|  |                         |

|  | Quappen (Lotinae) |
|  |                   |
|  | Dorsche (Gadinae) |
|  |                   |

|  | Gaidropsarinae          |
|  |                         |
|  | Gabeldorsche (Phycinae) |
|  |                         |

|  | Quappen (Lotinae) |
|  |                   |
|  | Dorsche (Gadinae) |
|  |                   |

|  | Einhorndorsche (Bregmacerotidae) |
|  |                                  |
|  | Aaldorsche (Muraenolepididae)    |
|  |                                  |

|  | Gaidropsarinae          |
|  |                         |
|  | Gabeldorsche (Phycinae) |
|  |                         |

|  | Quappen (Lotinae) |
|  |                   |
|  | Dorsche (Gadinae) |
|  |                   |

|  | Gaidropsarinae          |
|  |                         |
|  | Gabeldorsche (Phycinae) |
|  |                         |

|  | Quappen (Lotinae) |
|  |                   |
|  | Dorsche (Gadinae) |
|  |                   |

|  | Einhorndorsche (Bregmacerotidae) |
|  |                                  |
|  | Aaldorsche (Muraenolepididae)    |
|  |                                  |

|  | Gaidropsarinae          |
|  |                         |
|  | Gabeldorsche (Phycinae) |
|  |                         |

|  | Quappen (Lotinae) |
|  |                   |
|  | Dorsche (Gadinae) |
|  |                   |

|  | Gaidropsarinae          |
|  |                         |
|  | Gabeldorsche (Phycinae) |
|  |                         |

|  | Quappen (Lotinae) |
|  |                   |
|  | Dorsche (Gadinae) |
|  |                   |

|  | Einhorndorsche (Bregmacerotidae) |
|  |                                  |
|  | Aaldorsche (Muraenolepididae)    |
|  |                                  |

|  | Gaidropsarinae          |
|  |                         |
|  | Gabeldorsche (Phycinae) |
|  |                         |

|  | Quappen (Lotinae) |
|  |                   |
|  | Dorsche (Gadinae) |
|  |                   |

|  | Gaidropsarinae          |
|  |                         |
|  | Gabeldorsche (Phycinae) |
|  |                         |

|  | Quappen (Lotinae) |
|  |                   |
|  | Dorsche (Gadinae) |
|  |                   |

|  | Einhorndorsche (Bregmacerotidae) |
|  |                                  |
|  | Aaldorsche (Muraenolepididae)    |
|  |                                  |

|  | Gaidropsarinae          |
|  |                         |
|  | Gabeldorsche (Phycinae) |
|  |                         |

|  | Quappen (Lotinae) |
|  |                   |
|  | Dorsche (Gadinae) |
|  |                   |

|  | Gaidropsarinae          |
|  |                         |
|  | Gabeldorsche (Phycinae) |
|  |                         |

|  | Quappen (Lotinae) |
|  |                   |
|  | Dorsche (Gadinae) |
|  |                   |

|  | Einhorndorsche (Bregmacerotidae) |
|  |                                  |
|  | Aaldorsche (Muraenolepididae)    |
|  |                                  |

|  | Gaidropsarinae          |
|  |                         |
|  | Gabeldorsche (Phycinae) |
|  |                         |

|  | Quappen (Lotinae) |
|  |                   |
|  | Dorsche (Gadinae) |
|  |                   |

|  | Gaidropsarinae          |
|  |                         |
|  | Gabeldorsche (Phycinae) |
|  |                         |

|  | Quappen (Lotinae) |
|  |                   |
|  | Dorsche (Gadinae) |
|  |                   |

|  | Einhorndorsche (Bregmacerotidae) |
|  |                                  |
|  | Aaldorsche (Muraenolepididae)    |
|  |                                  |

|  | Gaidropsarinae          |
|  |                         |
|  | Gabeldorsche (Phycinae) |
|  |                         |

|  | Quappen (Lotinae) |
|  |                   |
|  | Dorsche (Gadinae) |
|  |                   |

|  | Gaidropsarinae          |
|  |                         |
|  | Gabeldorsche (Phycinae) |
|  |                         |

|  | Quappen (Lotinae) |
|  |                   |
|  | Dorsche (Gadinae) |
|  |                   |

|  | Einhorndorsche (Bregmacerotidae) |
|  |                                  |
|  | Aaldorsche (Muraenolepididae)    |
|  |                                  |

|  | Gaidropsarinae          |
|  |                         |
|  | Gabeldorsche (Phycinae) |
|  |                         |

|  | Quappen (Lotinae) |
|  |                   |
|  | Dorsche (Gadinae) |
|  |                   |

|  | Gaidropsarinae          |
|  |                         |
|  | Gabeldorsche (Phycinae) |
|  |                         |

|  | Quappen (Lotinae) |
|  |                   |
|  | Dorsche (Gadinae) |
|  |                   |

|  | Einhorndorsche (Bregmacerotidae) |
|  |                                  |
|  | Aaldorsche (Muraenolepididae)    |
|  |                                  |

|  | Gaidropsarinae          |
|  |                         |
|  | Gabeldorsche (Phycinae) |
|  |                         |

|  | Quappen (Lotinae) |
|  |                   |
|  | Dorsche (Gadinae) |
|  |                   |

|  | Gaidropsarinae          |
|  |                         |
|  | Gabeldorsche (Phycinae) |
|  |                         |

|  | Quappen (Lotinae) |
|  |                   |
|  | Dorsche (Gadinae) |
|  |                   |

|  | Einhorndorsche (Bregmacerotidae) |
|  |                                  |
|  | Aaldorsche (Muraenolepididae)    |
|  |                                  |

|  | Gaidropsarinae          |
|  |                         |
|  | Gabeldorsche (Phycinae) |
|  |                         |

|  | Quappen (Lotinae) |
|  |                   |
|  | Dorsche (Gadinae) |
|  |                   |

|  | Gaidropsarinae          |
|  |                         |
|  | Gabeldorsche (Phycinae) |
|  |                         |

|  | Quappen (Lotinae) |
|  |                   |
|  | Dorsche (Gadinae) |
|  |                   |

|  | Einhorndorsche (Bregmacerotidae) |
|  |                                  |
|  | Aaldorsche (Muraenolepididae)    |
|  |                                  |

|  | Gaidropsarinae          |
|  |                         |
|  | Gabeldorsche (Phycinae) |
|  |                         |

|  | Quappen (Lotinae) |
|  |                   |
|  | Dorsche (Gadinae) |
|  |                   |

|  | Gaidropsarinae          |
|  |                         |
|  | Gabeldorsche (Phycinae) |
|  |                         |

|  | Quappen (Lotinae) |
|  |                   |
|  | Dorsche (Gadinae) |
|  |                   |

|  | Einhorndorsche (Bregmacerotidae) |
|  |                                  |
|  | Aaldorsche (Muraenolepididae)    |
|  |                                  |

|  | Gaidropsarinae          |
|  |                         |
|  | Gabeldorsche (Phycinae) |
|  |                         |

|  | Quappen (Lotinae) |
|  |                   |
|  | Dorsche (Gadinae) |
|  |                   |

|  | Gaidropsarinae          |
|  |                         |
|  | Gabeldorsche (Phycinae) |
|  |                         |

|  | Quappen (Lotinae) |
|  |                   |
|  | Dorsche (Gadinae) |
|  |                   |

|  | Einhorndorsche (Bregmacerotidae) |
|  |                                  |
|  | Aaldorsche (Muraenolepididae)    |
|  |                                  |

|  | Gaidropsarinae          |
|  |                         |
|  | Gabeldorsche (Phycinae) |
|  |                         |

|  | Quappen (Lotinae) |
|  |                   |
|  | Dorsche (Gadinae) |
|  |                   |

|  | Gaidropsarinae          |
|  |                         |
|  | Gabeldorsche (Phycinae) |
|  |                         |

|  | Quappen (Lotinae) |
|  |                   |
|  | Dorsche (Gadinae) |
|  |                   |

|  | Einhorndorsche (Bregmacerotidae) |
|  |                                  |
|  | Aaldorsche (Muraenolepididae)    |
|  |                                  |

|  | Gaidropsarinae          |
|  |                         |
|  | Gabeldorsche (Phycinae) |
|  |                         |

|  | Quappen (Lotinae) |
|  |                   |
|  | Dorsche (Gadinae) |
|  |                   |

|  | Gaidropsarinae          |
|  |                         |
|  | Gabeldorsche (Phycinae) |
|  |                         |

|  | Quappen (Lotinae) |
|  |                   |
|  | Dorsche (Gadinae) |
|  |                   |

|  | Einhorndorsche (Bregmacerotidae) |
|  |                                  |
|  | Aaldorsche (Muraenolepididae)    |
|  |                                  |

|  | Gaidropsarinae          |
|  |                         |
|  | Gabeldorsche (Phycinae) |
|  |                         |

|  | Quappen (Lotinae) |
|  |                   |
|  | Dorsche (Gadinae) |
|  |                   |

|  | Gaidropsarinae          |
|  |                         |
|  | Gabeldorsche (Phycinae) |
|  |                         |

|  | Quappen (Lotinae) |
|  |                   |
|  | Dorsche (Gadinae) |
|  |                   |

|  | Einhorndorsche (Bregmacerotidae) |
|  |                                  |
|  | Aaldorsche (Muraenolepididae)    |
|  |                                  |

|  | Gaidropsarinae          |
|  |                         |
|  | Gabeldorsche (Phycinae) |
|  |                         |

|  | Quappen (Lotinae) |
|  |                   |
|  | Dorsche (Gadinae) |
|  |                   |

|  | Gaidropsarinae          |
|  |                         |
|  | Gabeldorsche (Phycinae) |
|  |                         |

|  | Quappen (Lotinae) |
|  |                   |
|  | Dorsche (Gadinae) |
|  |                   |

|  | Einhorndorsche (Bregmacerotidae) |
|  |                                  |
|  | Aaldorsche (Muraenolepididae)    |
|  |                                  |

|  | Gaidropsarinae          |
|  |                         |
|  | Gabeldorsche (Phycinae) |
|  |                         |

|  | Quappen (Lotinae) |
|  |                   |
|  | Dorsche (Gadinae) |
|  |                   |

|  | Gaidropsarinae          |
|  |                         |
|  | Gabeldorsche (Phycinae) |
|  |                         |

|  | Quappen (Lotinae) |
|  |                   |
|  | Dorsche (Gadinae) |
|  |                   |

|  | Einhorndorsche (Bregmacerotidae) |
|  |                                  |
|  | Aaldorsche (Muraenolepididae)    |
|  |                                  |

|  | Gaidropsarinae          |
|  |                         |
|  | Gabeldorsche (Phycinae) |
|  |                         |

|  | Quappen (Lotinae) |
|  |                   |
|  | Dorsche (Gadinae) |
|  |                   |

|  | Gaidropsarinae          |
|  |                         |
|  | Gabeldorsche (Phycinae) |
|  |                         |

|  | Quappen (Lotinae) |
|  |                   |
|  | Dorsche (Gadinae) |
|  |                   |

|  | Einhorndorsche (Bregmacerotidae) |
|  |                                  |
|  | Aaldorsche (Muraenolepididae)    |
|  |                                  |

|  | Gaidropsarinae          |
|  |                         |
|  | Gabeldorsche (Phycinae) |
|  |                         |

|  | Quappen (Lotinae) |
|  |                   |
|  | Dorsche (Gadinae) |
|  |                   |

|  | Gaidropsarinae          |
|  |                         |
|  | Gabeldorsche (Phycinae) |
|  |                         |

|  | Quappen (Lotinae) |
|  |                   |
|  | Dorsche (Gadinae) |
|  |                   |

|  | Einhorndorsche (Bregmacerotidae) |
|  |                                  |
|  | Aaldorsche (Muraenolepididae)    |
|  |                                  |

|  | Gaidropsarinae          |
|  |                         |
|  | Gabeldorsche (Phycinae) |
|  |                         |

|  | Quappen (Lotinae) |
|  |                   |
|  | Dorsche (Gadinae) |
|  |                   |

|  | Gaidropsarinae          |
|  |                         |
|  | Gabeldorsche (Phycinae) |
|  |                         |

|  | Quappen (Lotinae) |
|  |                   |
|  | Dorsche (Gadinae) |
|  |                   |

|  | Einhorndorsche (Bregmacerotidae) |
|  |                                  |
|  | Aaldorsche (Muraenolepididae)    |
|  |                                  |

|  | Gaidropsarinae          |
|  |                         |
|  | Gabeldorsche (Phycinae) |
|  |                         |

|  | Quappen (Lotinae) |
|  |                   |
|  | Dorsche (Gadinae) |
|  |                   |

|  | Gaidropsarinae          |
|  |                         |
|  | Gabeldorsche (Phycinae) |
|  |                         |

|  | Quappen (Lotinae) |
|  |                   |
|  | Dorsche (Gadinae) |
|  |                   |

|  | Einhorndorsche (Bregmacerotidae) |
|  |                                  |
|  | Aaldorsche (Muraenolepididae)    |
|  |                                  |

|  | Gaidropsarinae          |
|  |                         |
|  | Gabeldorsche (Phycinae) |
|  |                         |

|  | Quappen (Lotinae) |
|  |                   |
|  | Dorsche (Gadinae) |
|  |                   |

|  | Gaidropsarinae          |
|  |                         |
|  | Gabeldorsche (Phycinae) |
|  |                         |

|  | Quappen (Lotinae) |
|  |                   |
|  | Dorsche (Gadinae) |
|  |                   |

|  | Einhorndorsche (Bregmacerotidae) |
|  |                                  |
|  | Aaldorsche (Muraenolepididae)    |
|  |                                  |

|  | Gaidropsarinae          |
|  |                         |
|  | Gabeldorsche (Phycinae) |
|  |                         |

|  | Quappen (Lotinae) |
|  |                   |
|  | Dorsche (Gadinae) |
|  |                   |

|  | Gaidropsarinae          |
|  |                         |
|  | Gabeldorsche (Phycinae) |
|  |                         |

|  | Quappen (Lotinae) |
|  |                   |
|  | Dorsche (Gadinae) |
|  |                   |

|  | Einhorndorsche (Bregmacerotidae) |
|  |                                  |
|  | Aaldorsche (Muraenolepididae)    |
|  |                                  |

|  | Gaidropsarinae          |
|  |                         |
|  | Gabeldorsche (Phycinae) |
|  |                         |

|  | Quappen (Lotinae) |
|  |                   |
|  | Dorsche (Gadinae) |
|  |                   |

|  | Gaidropsarinae          |
|  |                         |
|  | Gabeldorsche (Phycinae) |
|  |                         |

|  | Quappen (Lotinae) |
|  |                   |
|  | Dorsche (Gadinae) |
|  |                   |

|  | Einhorndorsche (Bregmacerotidae) |
|  |                                  |
|  | Aaldorsche (Muraenolepididae)    |
|  |                                  |

|  | Gaidropsarinae          |
|  |                         |
|  | Gabeldorsche (Phycinae) |
|  |                         |

|  | Quappen (Lotinae) |
|  |                   |
|  | Dorsche (Gadinae) |
|  |                   |

|  | Gaidropsarinae          |
|  |                         |
|  | Gabeldorsche (Phycinae) |
|  |                         |

|  | Quappen (Lotinae) |
|  |                   |
|  | Dorsche (Gadinae) |
|  |                   |

|  | Einhorndorsche (Bregmacerotidae) |
|  |                                  |
|  | Aaldorsche (Muraenolepididae)    |
|  |                                  |

|  | Gaidropsarinae          |
|  |                         |
|  | Gabeldorsche (Phycinae) |
|  |                         |

|  | Quappen (Lotinae) |
|  |                   |
|  | Dorsche (Gadinae) |
|  |                   |

|  | Gaidropsarinae          |
|  |                         |
|  | Gabeldorsche (Phycinae) |
|  |                         |

|  | Quappen (Lotinae) |
|  |                   |
|  | Dorsche (Gadinae) |
|  |                   |

|  | Einhorndorsche (Bregmacerotidae) |
|  |                                  |
|  | Aaldorsche (Muraenolepididae)    |
|  |                                  |

|  | Gaidropsarinae          |
|  |                         |
|  | Gabeldorsche (Phycinae) |
|  |                         |

|  | Quappen (Lotinae) |
|  |                   |
|  | Dorsche (Gadinae) |
|  |                   |

|  | Gaidropsarinae          |
|  |                         |
|  | Gabeldorsche (Phycinae) |
|  |                         |

|  | Quappen (Lotinae) |
|  |                   |
|  | Dorsche (Gadinae) |
|  |                   |

|  | Einhorndorsche (Bregmacerotidae) |
|  |                                  |
|  | Aaldorsche (Muraenolepididae)    |
|  |                                  |

|  | Gaidropsarinae          |
|  |                         |
|  | Gabeldorsche (Phycinae) |
|  |                         |

|  | Quappen (Lotinae) |
|  |                   |
|  | Dorsche (Gadinae) |
|  |                   |

|  | Gaidropsarinae          |
|  |                         |
|  | Gabeldorsche (Phycinae) |
|  |                         |

|  | Quappen (Lotinae) |
|  |                   |
|  | Dorsche (Gadinae) |
|  |                   |

|  | Einhorndorsche (Bregmacerotidae) |
|  |                                  |
|  | Aaldorsche (Muraenolepididae)    |
|  |                                  |

|  | Gaidropsarinae          |
|  |                         |
|  | Gabeldorsche (Phycinae) |
|  |                         |

|  | Quappen (Lotinae) |
|  |                   |
|  | Dorsche (Gadinae) |
|  |                   |

|  | Gaidropsarinae          |
|  |                         |
|  | Gabeldorsche (Phycinae) |
|  |                         |

|  | Quappen (Lotinae) |
|  |                   |
|  | Dorsche (Gadinae) |
|  |                   |

|  | Einhorndorsche (Bregmacerotidae) |
|  |                                  |
|  | Aaldorsche (Muraenolepididae)    |
|  |                                  |

|  | Gaidropsarinae          |
|  |                         |
|  | Gabeldorsche (Phycinae) |
|  |                         |

|  | Quappen (Lotinae) |
|  |                   |
|  | Dorsche (Gadinae) |
|  |                   |

|  | Gaidropsarinae          |
|  |                         |
|  | Gabeldorsche (Phycinae) |
|  |                         |

|  | Quappen (Lotinae) |
|  |                   |
|  | Dorsche (Gadinae) |
|  |                   |

|  | Einhorndorsche (Bregmacerotidae) |
|  |                                  |
|  | Aaldorsche (Muraenolepididae)    |
|  |                                  |

|  | Gaidropsarinae          |
|  |                         |
|  | Gabeldorsche (Phycinae) |
|  |                         |

|  | Quappen (Lotinae) |
|  |                   |
|  | Dorsche (Gadinae) |
|  |                   |

|  | Gaidropsarinae          |
|  |                         |
|  | Gabeldorsche (Phycinae) |
|  |                         |

|  | Quappen (Lotinae) |
|  |                   |
|  | Dorsche (Gadinae) |
|  |                   |

|  | Einhorndorsche (Bregmacerotidae) |
|  |                                  |
|  | Aaldorsche (Muraenolepididae)    |
|  |                                  |

|  | Gaidropsarinae          |
|  |                         |
|  | Gabeldorsche (Phycinae) |
|  |                         |

|  | Quappen (Lotinae) |
|  |                   |
|  | Dorsche (Gadinae) |
|  |                   |

|  | Gaidropsarinae          |
|  |                         |
|  | Gabeldorsche (Phycinae) |
|  |                         |

|  | Quappen (Lotinae) |
|  |                   |
|  | Dorsche (Gadinae) |
|  |                   |

|  | Einhorndorsche (Bregmacerotidae) |
|  |                                  |
|  | Aaldorsche (Muraenolepididae)    |
|  |                                  |

|  | Gaidropsarinae          |
|  |                         |
|  | Gabeldorsche (Phycinae) |
|  |                         |

|  | Quappen (Lotinae) |
|  |                   |
|  | Dorsche (Gadinae) |
|  |                   |

|  | Gaidropsarinae          |
|  |                         |
|  | Gabeldorsche (Phycinae) |
|  |                         |

|  | Quappen (Lotinae) |
|  |                   |
|  | Dorsche (Gadinae) |
|  |                   |

|  | Einhorndorsche (Bregmacerotidae) |
|  |                                  |
|  | Aaldorsche (Muraenolepididae)    |
|  |                                  |

|  | Gaidropsarinae          |
|  |                         |
|  | Gabeldorsche (Phycinae) |
|  |                         |

|  | Quappen (Lotinae) |
|  |                   |
|  | Dorsche (Gadinae) |
|  |                   |

|  | Gaidropsarinae          |
|  |                         |
|  | Gabeldorsche (Phycinae) |
|  |                         |

|  | Quappen (Lotinae) |
|  |                   |
|  | Dorsche (Gadinae) |
|  |                   |

|  | Einhorndorsche (Bregmacerotidae) |
|  |                                  |
|  | Aaldorsche (Muraenolepididae)    |
|  |                                  |

|  | Gaidropsarinae          |
|  |                         |
|  | Gabeldorsche (Phycinae) |
|  |                         |

|  | Quappen (Lotinae) |
|  |                   |
|  | Dorsche (Gadinae) |
|  |                   |

|  | Gaidropsarinae          |
|  |                         |
|  | Gabeldorsche (Phycinae) |
|  |                         |

|  | Quappen (Lotinae) |
|  |                   |
|  | Dorsche (Gadinae) |
|  |                   |

|  | Einhorndorsche (Bregmacerotidae) |
|  |                                  |
|  | Aaldorsche (Muraenolepididae)    |
|  |                                  |

|  | Gaidropsarinae          |
|  |                         |
|  | Gabeldorsche (Phycinae) |
|  |                         |

|  | Quappen (Lotinae) |
|  |                   |
|  | Dorsche (Gadinae) |
|  |                   |

|  | Gaidropsarinae          |
|  |                         |
|  | Gabeldorsche (Phycinae) |
|  |                         |

|  | Quappen (Lotinae) |
|  |                   |
|  | Dorsche (Gadinae) |
|  |                   |

|  | Einhorndorsche (Bregmacerotidae) |
|  |                                  |
|  | Aaldorsche (Muraenolepididae)    |
|  |                                  |

|  | Gaidropsarinae          |
|  |                         |
|  | Gabeldorsche (Phycinae) |
|  |                         |

|  | Quappen (Lotinae) |
|  |                   |
|  | Dorsche (Gadinae) |
|  |                   |

|  | Gaidropsarinae          |
|  |                         |
|  | Gabeldorsche (Phycinae) |
|  |                         |

|  | Quappen (Lotinae) |
|  |                   |
|  | Dorsche (Gadinae) |
|  |                   |

|  | Einhorndorsche (Bregmacerotidae) |
|  |                                  |
|  | Aaldorsche (Muraenolepididae)    |
|  |                                  |

|  | Gaidropsarinae          |
|  |                         |
|  | Gabeldorsche (Phycinae) |
|  |                         |

|  | Quappen (Lotinae) |
|  |                   |
|  | Dorsche (Gadinae) |
|  |                   |

|  | Gaidropsarinae          |
|  |                         |
|  | Gabeldorsche (Phycinae) |
|  |                         |

|  | Quappen (Lotinae) |
|  |                   |
|  | Dorsche (Gadinae) |
|  |                   |

|  | Einhorndorsche (Bregmacerotidae) |
|  |                                  |
|  | Aaldorsche (Muraenolepididae)    |
|  |                                  |

|  | Gaidropsarinae          |
|  |                         |
|  | Gabeldorsche (Phycinae) |
|  |                         |

|  | Quappen (Lotinae) |
|  |                   |
|  | Dorsche (Gadinae) |
|  |                   |

|  | Gaidropsarinae          |
|  |                         |
|  | Gabeldorsche (Phycinae) |
|  |                         |

|  | Quappen (Lotinae) |
|  |                   |
|  | Dorsche (Gadinae) |
|  |                   |

|  | Einhorndorsche (Bregmacerotidae) |
|  |                                  |
|  | Aaldorsche (Muraenolepididae)    |
|  |                                  |

|  | Gaidropsarinae          |
|  |                         |
|  | Gabeldorsche (Phycinae) |
|  |                         |

|  | Quappen (Lotinae) |
|  |                   |
|  | Dorsche (Gadinae) |
|  |                   |

|  | Gaidropsarinae          |
|  |                         |
|  | Gabeldorsche (Phycinae) |
|  |                         |

|  | Quappen (Lotinae) |
|  |                   |
|  | Dorsche (Gadinae) |
|  |                   |

|  | Einhorndorsche (Bregmacerotidae) |
|  |                                  |
|  | Aaldorsche (Muraenolepididae)    |
|  |                                  |

|  | Gaidropsarinae          |
|  |                         |
|  | Gabeldorsche (Phycinae) |
|  |                         |

|  | Quappen (Lotinae) |
|  |                   |
|  | Dorsche (Gadinae) |
|  |                   |

|  | Gaidropsarinae          |
|  |                         |
|  | Gabeldorsche (Phycinae) |
|  |                         |

|  | Quappen (Lotinae) |
|  |                   |
|  | Dorsche (Gadinae) |
|  |                   |

|  | Einhorndorsche (Bregmacerotidae) |
|  |                                  |
|  | Aaldorsche (Muraenolepididae)    |
|  |                                  |

|  | Gaidropsarinae          |
|  |                         |
|  | Gabeldorsche (Phycinae) |
|  |                         |

|  | Quappen (Lotinae) |
|  |                   |
|  | Dorsche (Gadinae) |
|  |                   |

|  | Gaidropsarinae          |
|  |                         |
|  | Gabeldorsche (Phycinae) |
|  |                         |

|  | Quappen (Lotinae) |
|  |                   |
|  | Dorsche (Gadinae) |
|  |                   |

|  | Einhorndorsche (Bregmacerotidae) |
|  |                                  |
|  | Aaldorsche (Muraenolepididae)    |
|  |                                  |

|  | Gaidropsarinae          |
|  |                         |
|  | Gabeldorsche (Phycinae) |
|  |                         |

|  | Quappen (Lotinae) |
|  |                   |
|  | Dorsche (Gadinae) |
|  |                   |

|  | Gaidropsarinae          |
|  |                         |
|  | Gabeldorsche (Phycinae) |
|  |                         |

|  | Quappen (Lotinae) |
|  |                   |
|  | Dorsche (Gadinae) |
|  |                   |

|  | Einhorndorsche (Bregmacerotidae) |
|  |                                  |
|  | Aaldorsche (Muraenolepididae)    |
|  |                                  |

|  | Gaidropsarinae          |
|  |                         |
|  | Gabeldorsche (Phycinae) |
|  |                         |

|  | Quappen (Lotinae) |
|  |                   |
|  | Dorsche (Gadinae) |
|  |                   |

|  | Gaidropsarinae          |
|  |                         |
|  | Gabeldorsche (Phycinae) |
|  |                         |

|  | Quappen (Lotinae) |
|  |                   |
|  | Dorsche (Gadinae) |
|  |                   |

|  | Einhorndorsche (Bregmacerotidae) |
|  |                                  |
|  | Aaldorsche (Muraenolepididae)    |
|  |                                  |

|  | Gaidropsarinae          |
|  |                         |
|  | Gabeldorsche (Phycinae) |
|  |                         |

|  | Quappen (Lotinae) |
|  |                   |
|  | Dorsche (Gadinae) |
|  |                   |

|  | Gaidropsarinae          |
|  |                         |
|  | Gabeldorsche (Phycinae) |
|  |                         |

|  | Quappen (Lotinae) |
|  |                   |
|  | Dorsche (Gadinae) |
|  |                   |

|  | Einhorndorsche (Bregmacerotidae) |
|  |                                  |
|  | Aaldorsche (Muraenolepididae)    |
|  |                                  |

|  | Gaidropsarinae          |
|  |                         |
|  | Gabeldorsche (Phycinae) |
|  |                         |

|  | Quappen (Lotinae) |
|  |                   |
|  | Dorsche (Gadinae) |
|  |                   |

|  | Gaidropsarinae          |
|  |                         |
|  | Gabeldorsche (Phycinae) |
|  |                         |

|  | Quappen (Lotinae) |
|  |                   |
|  | Dorsche (Gadinae) |
|  |                   |

|  | Einhorndorsche (Bregmacerotidae) |
|  |                                  |
|  | Aaldorsche (Muraenolepididae)    |
|  |                                  |

|  | Gaidropsarinae          |
|  |                         |
|  | Gabeldorsche (Phycinae) |
|  |                         |

|  | Quappen (Lotinae) |
|  |                   |
|  | Dorsche (Gadinae) |
|  |                   |

|  | Gaidropsarinae          |
|  |                         |
|  | Gabeldorsche (Phycinae) |
|  |                         |

|  | Quappen (Lotinae) |
|  |                   |
|  | Dorsche (Gadinae) |
|  |                   |

|  | Einhorndorsche (Bregmacerotidae) |
|  |                                  |
|  | Aaldorsche (Muraenolepididae)    |
|  |                                  |

|  | Gaidropsarinae          |
|  |                         |
|  | Gabeldorsche (Phycinae) |
|  |                         |

|  | Quappen (Lotinae) |
|  |                   |
|  | Dorsche (Gadinae) |
|  |                   |

|  | Gaidropsarinae          |
|  |                         |
|  | Gabeldorsche (Phycinae) |
|  |                         |

|  | Quappen (Lotinae) |
|  |                   |
|  | Dorsche (Gadinae) |
|  |                   |

|  | Einhorndorsche (Bregmacerotidae) |
|  |                                  |
|  | Aaldorsche (Muraenolepididae)    |
|  |                                  |

|  | Gaidropsarinae          |
|  |                         |
|  | Gabeldorsche (Phycinae) |
|  |                         |

|  | Quappen (Lotinae) |
|  |                   |
|  | Dorsche (Gadinae) |
|  |                   |

|  | Gaidropsarinae          |
|  |                         |
|  | Gabeldorsche (Phycinae) |
|  |                         |

|  | Quappen (Lotinae) |
|  |                   |
|  | Dorsche (Gadinae) |
|  |                   |

|  | Einhorndorsche (Bregmacerotidae) |
|  |                                  |
|  | Aaldorsche (Muraenolepididae)    |
|  |                                  |

|  | Gaidropsarinae          |
|  |                         |
|  | Gabeldorsche (Phycinae) |
|  |                         |

|  | Quappen (Lotinae) |
|  |                   |
|  | Dorsche (Gadinae) |
|  |                   |

|  | Gaidropsarinae          |
|  |                         |
|  | Gabeldorsche (Phycinae) |
|  |                         |

|  | Quappen (Lotinae) |
|  |                   |
|  | Dorsche (Gadinae) |
|  |                   |

|  | Einhorndorsche (Bregmacerotidae) |
|  |                                  |
|  | Aaldorsche (Muraenolepididae)    |
|  |                                  |

|  | Gaidropsarinae          |
|  |                         |
|  | Gabeldorsche (Phycinae) |
|  |                         |

|  | Quappen (Lotinae) |
|  |                   |
|  | Dorsche (Gadinae) |
|  |                   |

|  | Gaidropsarinae          |
|  |                         |
|  | Gabeldorsche (Phycinae) |
|  |                         |

|  | Quappen (Lotinae) |
|  |                   |
|  | Dorsche (Gadinae) |
|  |                   |

|  | Einhorndorsche (Bregmacerotidae) |
|  |                                  |
|  | Aaldorsche (Muraenolepididae)    |
|  |                                  |

|  | Gaidropsarinae          |
|  |                         |
|  | Gabeldorsche (Phycinae) |
|  |                         |

|  | Quappen (Lotinae) |
|  |                   |
|  | Dorsche (Gadinae) |
|  |                   |

|  | Gaidropsarinae          |
|  |                         |
|  | Gabeldorsche (Phycinae) |
|  |                         |

|  | Quappen (Lotinae) |
|  |                   |
|  | Dorsche (Gadinae) |
|  |                   |

|  | Einhorndorsche (Bregmacerotidae) |
|  |                                  |
|  | Aaldorsche (Muraenolepididae)    |
|  |                                  |

|  | Gaidropsarinae          |
|  |                         |
|  | Gabeldorsche (Phycinae) |
|  |                         |

|  | Quappen (Lotinae) |
|  |                   |
|  | Dorsche (Gadinae) |
|  |                   |

|  | Gaidropsarinae          |
|  |                         |
|  | Gabeldorsche (Phycinae) |
|  |                         |

|  | Quappen (Lotinae) |
|  |                   |
|  | Dorsche (Gadinae) |
|  |                   |

|  | Einhorndorsche (Bregmacerotidae) |
|  |                                  |
|  | Aaldorsche (Muraenolepididae)    |
|  |                                  |

|  | Gaidropsarinae          |
|  |                         |
|  | Gabeldorsche (Phycinae) |
|  |                         |

|  | Quappen (Lotinae) |
|  |                   |
|  | Dorsche (Gadinae) |
|  |                   |

|  | Gaidropsarinae          |
|  |                         |
|  | Gabeldorsche (Phycinae) |
|  |                         |

|  | Quappen (Lotinae) |
|  |                   |
|  | Dorsche (Gadinae) |
|  |                   |

|  | Einhorndorsche (Bregmacerotidae) |
|  |                                  |
|  | Aaldorsche (Muraenolepididae)    |
|  |                                  |

|  | Gaidropsarinae          |
|  |                         |
|  | Gabeldorsche (Phycinae) |
|  |                         |

|  | Quappen (Lotinae) |
|  |                   |
|  | Dorsche (Gadinae) |
|  |                   |

|  | Gaidropsarinae          |
|  |                         |
|  | Gabeldorsche (Phycinae) |
|  |                         |

|  | Quappen (Lotinae) |
|  |                   |
|  | Dorsche (Gadinae) |
|  |                   |

|  | Einhorndorsche (Bregmacerotidae) |
|  |                                  |
|  | Aaldorsche (Muraenolepididae)    |
|  |                                  |

|  | Gaidropsarinae          |
|  |                         |
|  | Gabeldorsche (Phycinae) |
|  |                         |

|  | Quappen (Lotinae) |
|  |                   |
|  | Dorsche (Gadinae) |
|  |                   |

|  | Gaidropsarinae          |
|  |                         |
|  | Gabeldorsche (Phycinae) |
|  |                         |

|  | Quappen (Lotinae) |
|  |                   |
|  | Dorsche (Gadinae) |
|  |                   |

|  | Einhorndorsche (Bregmacerotidae) |
|  |                                  |
|  | Aaldorsche (Muraenolepididae)    |
|  |                                  |

|  | Gaidropsarinae          |
|  |                         |
|  | Gabeldorsche (Phycinae) |
|  |                         |

|  | Quappen (Lotinae) |
|  |                   |
|  | Dorsche (Gadinae) |
|  |                   |

|  | Gaidropsarinae          |
|  |                         |
|  | Gabeldorsche (Phycinae) |
|  |                         |

|  | Quappen (Lotinae) |
|  |                   |
|  | Dorsche (Gadinae) |
|  |                   |

|  | Einhorndorsche (Bregmacerotidae) |
|  |                                  |
|  | Aaldorsche (Muraenolepididae)    |
|  |                                  |

|  | Gaidropsarinae          |
|  |                         |
|  | Gabeldorsche (Phycinae) |
|  |                         |

|  | Quappen (Lotinae) |
|  |                   |
|  | Dorsche (Gadinae) |
|  |                   |

|  | Gaidropsarinae          |
|  |                         |
|  | Gabeldorsche (Phycinae) |
|  |                         |

|  | Quappen (Lotinae) |
|  |                   |
|  | Dorsche (Gadinae) |
|  |                   |

|  | Einhorndorsche (Bregmacerotidae) |
|  |                                  |
|  | Aaldorsche (Muraenolepididae)    |
|  |                                  |

|  | Gaidropsarinae          |
|  |                         |
|  | Gabeldorsche (Phycinae) |
|  |                         |

|  | Quappen (Lotinae) |
|  |                   |
|  | Dorsche (Gadinae) |
|  |                   |

|  | Gaidropsarinae          |
|  |                         |
|  | Gabeldorsche (Phycinae) |
|  |                         |

|  | Quappen (Lotinae) |
|  |                   |
|  | Dorsche (Gadinae) |
|  |                   |

|  | Einhorndorsche (Bregmacerotidae) |
|  |                                  |
|  | Aaldorsche (Muraenolepididae)    |
|  |                                  |

|  | Gaidropsarinae          |
|  |                         |
|  | Gabeldorsche (Phycinae) |
|  |                         |

|  | Quappen (Lotinae) |
|  |                   |
|  | Dorsche (Gadinae) |
|  |                   |

|  | Gaidropsarinae          |
|  |                         |
|  | Gabeldorsche (Phycinae) |
|  |                         |

|  | Quappen (Lotinae) |
|  |                   |
|  | Dorsche (Gadinae) |
|  |                   |

|  | Einhorndorsche (Bregmacerotidae) |
|  |                                  |
|  | Aaldorsche (Muraenolepididae)    |
|  |                                  |

|  | Gaidropsarinae          |
|  |                         |
|  | Gabeldorsche (Phycinae) |
|  |                         |

|  | Quappen (Lotinae) |
|  |                   |
|  | Dorsche (Gadinae) |
|  |                   |

|  | Gaidropsarinae          |
|  |                         |
|  | Gabeldorsche (Phycinae) |
|  |                         |

|  | Quappen (Lotinae) |
|  |                   |
|  | Dorsche (Gadinae) |
|  |                   |

|  | Einhorndorsche (Bregmacerotidae) |
|  |                                  |
|  | Aaldorsche (Muraenolepididae)    |
|  |                                  |

|  | Gaidropsarinae          |
|  |                         |
|  | Gabeldorsche (Phycinae) |
|  |                         |

|  | Quappen (Lotinae) |
|  |                   |
|  | Dorsche (Gadinae) |
|  |                   |

|  | Gaidropsarinae          |
|  |                         |
|  | Gabeldorsche (Phycinae) |
|  |                         |

|  | Quappen (Lotinae) |
|  |                   |
|  | Dorsche (Gadinae) |
|  |                   |

|  | Einhorndorsche (Bregmacerotidae) |
|  |                                  |
|  | Aaldorsche (Muraenolepididae)    |
|  |                                  |

|  | Gaidropsarinae          |
|  |                         |
|  | Gabeldorsche (Phycinae) |
|  |                         |

|  | Quappen (Lotinae) |
|  |                   |
|  | Dorsche (Gadinae) |
|  |                   |

|  | Gaidropsarinae          |
|  |                         |
|  | Gabeldorsche (Phycinae) |
|  |                         |

|  | Quappen (Lotinae) |
|  |                   |
|  | Dorsche (Gadinae) |
|  |                   |

|  | Einhorndorsche (Bregmacerotidae) |
|  |                                  |
|  | Aaldorsche (Muraenolepididae)    |
|  |                                  |

|  | Gaidropsarinae          |
|  |                         |
|  | Gabeldorsche (Phycinae) |
|  |                         |

|  | Quappen (Lotinae) |
|  |                   |
|  | Dorsche (Gadinae) |
|  |                   |

|  | Gaidropsarinae          |
|  |                         |
|  | Gabeldorsche (Phycinae) |
|  |                         |

|  | Quappen (Lotinae) |
|  |                   |
|  | Dorsche (Gadinae) |
|  |                   |

|  | Einhorndorsche (Bregmacerotidae) |
|  |                                  |
|  | Aaldorsche (Muraenolepididae)    |
|  |                                  |

|  | Gaidropsarinae          |
|  |                         |
|  | Gabeldorsche (Phycinae) |
|  |                         |

|  | Quappen (Lotinae) |
|  |                   |
|  | Dorsche (Gadinae) |
|  |                   |

|  | Gaidropsarinae          |
|  |                         |
|  | Gabeldorsche (Phycinae) |
|  |                         |

|  | Quappen (Lotinae) |
|  |                   |
|  | Dorsche (Gadinae) |
|  |                   |

|  | Einhorndorsche (Bregmacerotidae) |
|  |                                  |
|  | Aaldorsche (Muraenolepididae)    |
|  |                                  |

|  | Gaidropsarinae          |
|  |                         |
|  | Gabeldorsche (Phycinae) |
|  |                         |

|  | Quappen (Lotinae) |
|  |                   |
|  | Dorsche (Gadinae) |
|  |                   |

|  | Gaidropsarinae          |
|  |                         |
|  | Gabeldorsche (Phycinae) |
|  |                         |

|  | Quappen (Lotinae) |
|  |                   |
|  | Dorsche (Gadinae) |
|  |                   |

|  | Einhorndorsche (Bregmacerotidae) |
|  |                                  |
|  | Aaldorsche (Muraenolepididae)    |
|  |                                  |

|  | Gaidropsarinae          |
|  |                         |
|  | Gabeldorsche (Phycinae) |
|  |                         |

|  | Quappen (Lotinae) |
|  |                   |
|  | Dorsche (Gadinae) |
|  |                   |

|  | Gaidropsarinae          |
|  |                         |
|  | Gabeldorsche (Phycinae) |
|  |                         |

|  | Quappen (Lotinae) |
|  |                   |
|  | Dorsche (Gadinae) |
|  |                   |

|  | Einhorndorsche (Bregmacerotidae) |
|  |                                  |
|  | Aaldorsche (Muraenolepididae)    |
|  |                                  |

|  | Gaidropsarinae          |
|  |                         |
|  | Gabeldorsche (Phycinae) |
|  |                         |

|  | Quappen (Lotinae) |
|  |                   |
|  | Dorsche (Gadinae) |
|  |                   |

|  | Gaidropsarinae          |
|  |                         |
|  | Gabeldorsche (Phycinae) |
|  |                         |

|  | Quappen (Lotinae) |
|  |                   |
|  | Dorsche (Gadinae) |
|  |                   |

|  | Einhorndorsche (Bregmacerotidae) |
|  |                                  |
|  | Aaldorsche (Muraenolepididae)    |
|  |                                  |

|  | Gaidropsarinae          |
|  |                         |
|  | Gabeldorsche (Phycinae) |
|  |                         |

|  | Quappen (Lotinae) |
|  |                   |
|  | Dorsche (Gadinae) |
|  |                   |

|  | Gaidropsarinae          |
|  |                         |
|  | Gabeldorsche (Phycinae) |
|  |                         |

|  | Quappen (Lotinae) |
|  |                   |
|  | Dorsche (Gadinae) |
|  |                   |

|  | Einhorndorsche (Bregmacerotidae) |
|  |                                  |
|  | Aaldorsche (Muraenolepididae)    |
|  |                                  |

|  | Gaidropsarinae          |
|  |                         |
|  | Gabeldorsche (Phycinae) |
|  |                         |

|  | Quappen (Lotinae) |
|  |                   |
|  | Dorsche (Gadinae) |
|  |                   |

|  | Gaidropsarinae          |
|  |                         |
|  | Gabeldorsche (Phycinae) |
|  |                         |

|  | Quappen (Lotinae) |
|  |                   |
|  | Dorsche (Gadinae) |
|  |                   |

|  | Einhorndorsche (Bregmacerotidae) |
|  |                                  |
|  | Aaldorsche (Muraenolepididae)    |
|  |                                  |

|  | Gaidropsarinae          |
|  |                         |
|  | Gabeldorsche (Phycinae) |
|  |                         |

|  | Quappen (Lotinae) |
|  |                   |
|  | Dorsche (Gadinae) |
|  |                   |

|  | Gaidropsarinae          |
|  |                         |
|  | Gabeldorsche (Phycinae) |
|  |                         |

|  | Quappen (Lotinae) |
|  |                   |
|  | Dorsche (Gadinae) |
|  |                   |

|  | Einhorndorsche (Bregmacerotidae) |
|  |                                  |
|  | Aaldorsche (Muraenolepididae)    |
|  |                                  |

|  | Gaidropsarinae          |
|  |                         |
|  | Gabeldorsche (Phycinae) |
|  |                         |

|  | Quappen (Lotinae) |
|  |                   |
|  | Dorsche (Gadinae) |
|  |                   |

|  | Gaidropsarinae          |
|  |                         |
|  | Gabeldorsche (Phycinae) |
|  |                         |

|  | Quappen (Lotinae) |
|  |                   |
|  | Dorsche (Gadinae) |
|  |                   |

|  | Einhorndorsche (Bregmacerotidae) |
|  |                                  |
|  | Aaldorsche (Muraenolepididae)    |
|  |                                  |

|  | Gaidropsarinae          |
|  |                         |
|  | Gabeldorsche (Phycinae) |
|  |                         |

|  | Quappen (Lotinae) |
|  |                   |
|  | Dorsche (Gadinae) |
|  |                   |

|  | Gaidropsarinae          |
|  |                         |
|  | Gabeldorsche (Phycinae) |
|  |                         |

|  | Quappen (Lotinae) |
|  |                   |
|  | Dorsche (Gadinae) |
|  |                   |

|  | Einhorndorsche (Bregmacerotidae) |
|  |                                  |
|  | Aaldorsche (Muraenolepididae)    |
|  |                                  |

|  | Gaidropsarinae          |
|  |                         |
|  | Gabeldorsche (Phycinae) |
|  |                         |

|  | Quappen (Lotinae) |
|  |                   |
|  | Dorsche (Gadinae) |
|  |                   |

|  | Gaidropsarinae          |
|  |                         |
|  | Gabeldorsche (Phycinae) |
|  |                         |

|  | Quappen (Lotinae) |
|  |                   |
|  | Dorsche (Gadinae) |
|  |                   |

|  | Einhorndorsche (Bregmacerotidae) |
|  |                                  |
|  | Aaldorsche (Muraenolepididae)    |
|  |                                  |

|  | Gaidropsarinae          |
|  |                         |
|  | Gabeldorsche (Phycinae) |
|  |                         |

|  | Quappen (Lotinae) |
|  |                   |
|  | Dorsche (Gadinae) |
|  |                   |

|  | Gaidropsarinae          |
|  |                         |
|  | Gabeldorsche (Phycinae) |
|  |                         |

|  | Quappen (Lotinae) |
|  |                   |
|  | Dorsche (Gadinae) |
|  |                   |

|  | Einhorndorsche (Bregmacerotidae) |
|  |                                  |
|  | Aaldorsche (Muraenolepididae)    |
|  |                                  |

|  | Gaidropsarinae          |
|  |                         |
|  | Gabeldorsche (Phycinae) |
|  |                         |

|  | Quappen (Lotinae) |
|  |                   |
|  | Dorsche (Gadinae) |
|  |                   |

|  | Gaidropsarinae          |
|  |                         |
|  | Gabeldorsche (Phycinae) |
|  |                         |

|  | Quappen (Lotinae) |
|  |                   |
|  | Dorsche (Gadinae) |
|  |                   |

|  | Einhorndorsche (Bregmacerotidae) |
|  |                                  |
|  | Aaldorsche (Muraenolepididae)    |
|  |                                  |

|  | Gaidropsarinae          |
|  |                         |
|  | Gabeldorsche (Phycinae) |
|  |                         |

|  | Quappen (Lotinae) |
|  |                   |
|  | Dorsche (Gadinae) |
|  |                   |

|  | Gaidropsarinae          |
|  |                         |
|  | Gabeldorsche (Phycinae) |
|  |                         |

|  | Quappen (Lotinae) |
|  |                   |
|  | Dorsche (Gadinae) |
|  |                   |

|  | Einhorndorsche (Bregmacerotidae) |
|  |                                  |
|  | Aaldorsche (Muraenolepididae)    |
|  |                                  |

|  | Gaidropsarinae          |
|  |                         |
|  | Gabeldorsche (Phycinae) |
|  |                         |

|  | Quappen (Lotinae) |
|  |                   |
|  | Dorsche (Gadinae) |
|  |                   |

|  | Gaidropsarinae          |
|  |                         |
|  | Gabeldorsche (Phycinae) |
|  |                         |

|  | Quappen (Lotinae) |
|  |                   |
|  | Dorsche (Gadinae) |
|  |                   |

|  | Einhorndorsche (Bregmacerotidae) |
|  |                                  |
|  | Aaldorsche (Muraenolepididae)    |
|  |                                  |

|  | Gaidropsarinae          |
|  |                         |
|  | Gabeldorsche (Phycinae) |
|  |                         |

|  | Quappen (Lotinae) |
|  |                   |
|  | Dorsche (Gadinae) |
|  |                   |

|  | Gaidropsarinae          |
|  |                         |
|  | Gabeldorsche (Phycinae) |
|  |                         |

|  | Quappen (Lotinae) |
|  |                   |
|  | Dorsche (Gadinae) |
|  |                   |

|  | Einhorndorsche (Bregmacerotidae) |
|  |                                  |
|  | Aaldorsche (Muraenolepididae)    |
|  |                                  |

|  | Gaidropsarinae          |
|  |                         |
|  | Gabeldorsche (Phycinae) |
|  |                         |

|  | Quappen (Lotinae) |
|  |                   |
|  | Dorsche (Gadinae) |
|  |                   |

|  | Gaidropsarinae          |
|  |                         |
|  | Gabeldorsche (Phycinae) |
|  |                         |

|  | Quappen (Lotinae) |
|  |                   |
|  | Dorsche (Gadinae) |
|  |                   |

|  | Einhorndorsche (Bregmacerotidae) |
|  |                                  |
|  | Aaldorsche (Muraenolepididae)    |
|  |                                  |

|  | Gaidropsarinae          |
|  |                         |
|  | Gabeldorsche (Phycinae) |
|  |                         |

|  | Quappen (Lotinae) |
|  |                   |
|  | Dorsche (Gadinae) |
|  |                   |

|  | Gaidropsarinae          |
|  |                         |
|  | Gabeldorsche (Phycinae) |
|  |                         |

|  | Quappen (Lotinae) |
|  |                   |
|  | Dorsche (Gadinae) |
|  |                   |

|  | Einhorndorsche (Bregmacerotidae) |
|  |                                  |
|  | Aaldorsche (Muraenolepididae)    |
|  |                                  |

|  | Gaidropsarinae          |
|  |                         |
|  | Gabeldorsche (Phycinae) |
|  |                         |

|  | Quappen (Lotinae) |
|  |                   |
|  | Dorsche (Gadinae) |
|  |                   |

|  | Gaidropsarinae          |
|  |                         |
|  | Gabeldorsche (Phycinae) |
|  |                         |

|  | Quappen (Lotinae) |
|  |                   |
|  | Dorsche (Gadinae) |
|  |                   |

|  | Einhorndorsche (Bregmacerotidae) |
|  |                                  |
|  | Aaldorsche (Muraenolepididae)    |
|  |                                  |

|  | Gaidropsarinae          |
|  |                         |
|  | Gabeldorsche (Phycinae) |
|  |                         |

|  | Quappen (Lotinae) |
|  |                   |
|  | Dorsche (Gadinae) |
|  |                   |

|  | Gaidropsarinae          |
|  |                         |
|  | Gabeldorsche (Phycinae) |
|  |                         |

|  | Quappen (Lotinae) |
|  |                   |
|  | Dorsche (Gadinae) |
|  |                   |

|  | Einhorndorsche (Bregmacerotidae) |
|  |                                  |
|  | Aaldorsche (Muraenolepididae)    |
|  |                                  |

|  | Gaidropsarinae          |
|  |                         |
|  | Gabeldorsche (Phycinae) |
|  |                         |

|  | Quappen (Lotinae) |
|  |                   |
|  | Dorsche (Gadinae) |
|  |                   |

|  | Gaidropsarinae          |
|  |                         |
|  | Gabeldorsche (Phycinae) |
|  |                         |

|  | Quappen (Lotinae) |
|  |                   |
|  | Dorsche (Gadinae) |
|  |                   |

|  | Einhorndorsche (Bregmacerotidae) |
|  |                                  |
|  | Aaldorsche (Muraenolepididae)    |
|  |                                  |

|  | Gaidropsarinae          |
|  |                         |
|  | Gabeldorsche (Phycinae) |
|  |                         |

|  | Quappen (Lotinae) |
|  |                   |
|  | Dorsche (Gadinae) |
|  |                   |

|  | Gaidropsarinae          |
|  |                         |
|  | Gabeldorsche (Phycinae) |
|  |                         |

|  | Quappen (Lotinae) |
|  |                   |
|  | Dorsche (Gadinae) |
|  |                   |

|  | Einhorndorsche (Bregmacerotidae) |
|  |                                  |
|  | Aaldorsche (Muraenolepididae)    |
|  |                                  |

|  | Gaidropsarinae          |
|  |                         |
|  | Gabeldorsche (Phycinae) |
|  |                         |

|  | Quappen (Lotinae) |
|  |                   |
|  | Dorsche (Gadinae) |
|  |                   |

|  | Gaidropsarinae          |
|  |                         |
|  | Gabeldorsche (Phycinae) |
|  |                         |

|  | Quappen (Lotinae) |
|  |                   |
|  | Dorsche (Gadinae) |
|  |                   |

|  | Einhorndorsche (Bregmacerotidae) |
|  |                                  |
|  | Aaldorsche (Muraenolepididae)    |
|  |                                  |

|  | Gaidropsarinae          |
|  |                         |
|  | Gabeldorsche (Phycinae) |
|  |                         |

|  | Quappen (Lotinae) |
|  |                   |
|  | Dorsche (Gadinae) |
|  |                   |

|  | Gaidropsarinae          |
|  |                         |
|  | Gabeldorsche (Phycinae) |
|  |                         |

|  | Quappen (Lotinae) |
|  |                   |
|  | Dorsche (Gadinae) |
|  |                   |

|  | Einhorndorsche (Bregmacerotidae) |
|  |                                  |
|  | Aaldorsche (Muraenolepididae)    |
|  |                                  |

|  | Gaidropsarinae          |
|  |                         |
|  | Gabeldorsche (Phycinae) |
|  |                         |

|  | Quappen (Lotinae) |
|  |                   |
|  | Dorsche (Gadinae) |
|  |                   |

|  | Gaidropsarinae          |
|  |                         |
|  | Gabeldorsche (Phycinae) |
|  |                         |

|  | Quappen (Lotinae) |
|  |                   |
|  | Dorsche (Gadinae) |
|  |                   |

|  | Einhorndorsche (Bregmacerotidae) |
|  |                                  |
|  | Aaldorsche (Muraenolepididae)    |
|  |                                  |

|  | Gaidropsarinae          |
|  |                         |
|  | Gabeldorsche (Phycinae) |
|  |                         |

|  | Quappen (Lotinae) |
|  |                   |
|  | Dorsche (Gadinae) |
|  |                   |

|  | Gaidropsarinae          |
|  |                         |
|  | Gabeldorsche (Phycinae) |
|  |                         |

|  | Quappen (Lotinae) |
|  |                   |
|  | Dorsche (Gadinae) |
|  |                   |

|  | Einhorndorsche (Bregmacerotidae) |
|  |                                  |
|  | Aaldorsche (Muraenolepididae)    |
|  |                                  |

|  | Gaidropsarinae          |
|  |                         |
|  | Gabeldorsche (Phycinae) |
|  |                         |

|  | Quappen (Lotinae) |
|  |                   |
|  | Dorsche (Gadinae) |
|  |                   |

|  | Gaidropsarinae          |
|  |                         |
|  | Gabeldorsche (Phycinae) |
|  |                         |

|  | Quappen (Lotinae) |
|  |                   |
|  | Dorsche (Gadinae) |
|  |                   |

|  | Einhorndorsche (Bregmacerotidae) |
|  |                                  |
|  | Aaldorsche (Muraenolepididae)    |
|  |                                  |

|  | Gaidropsarinae          |
|  |                         |
|  | Gabeldorsche (Phycinae) |
|  |                         |

|  | Quappen (Lotinae) |
|  |                   |
|  | Dorsche (Gadinae) |
|  |                   |

|  | Gaidropsarinae          |
|  |                         |
|  | Gabeldorsche (Phycinae) |
|  |                         |

|  | Quappen (Lotinae) |
|  |                   |
|  | Dorsche (Gadinae) |
|  |                   |

|  | Einhorndorsche (Bregmacerotidae) |
|  |                                  |
|  | Aaldorsche (Muraenolepididae)    |
|  |                                  |

|  | Gaidropsarinae          |
|  |                         |
|  | Gabeldorsche (Phycinae) |
|  |                         |

|  | Quappen (Lotinae) |
|  |                   |
|  | Dorsche (Gadinae) |
|  |                   |

|  | Gaidropsarinae          |
|  |                         |
|  | Gabeldorsche (Phycinae) |
|  |                         |

|  | Quappen (Lotinae) |
|  |                   |
|  | Dorsche (Gadinae) |
|  |                   |

|  | Einhorndorsche (Bregmacerotidae) |
|  |                                  |
|  | Aaldorsche (Muraenolepididae)    |
|  |                                  |

|  | Gaidropsarinae          |
|  |                         |
|  | Gabeldorsche (Phycinae) |
|  |                         |

|  | Quappen (Lotinae) |
|  |                   |
|  | Dorsche (Gadinae) |
|  |                   |

|  | Gaidropsarinae          |
|  |                         |
|  | Gabeldorsche (Phycinae) |
|  |                         |

|  | Quappen (Lotinae) |
|  |                   |
|  | Dorsche (Gadinae) |
|  |                   |

|  | Einhorndorsche (Bregmacerotidae) |
|  |                                  |
|  | Aaldorsche (Muraenolepididae)    |
|  |                                  |

|  | Gaidropsarinae          |
|  |                         |
|  | Gabeldorsche (Phycinae) |
|  |                         |

|  | Quappen (Lotinae) |
|  |                   |
|  | Dorsche (Gadinae) |
|  |                   |

|  | Gaidropsarinae          |
|  |                         |
|  | Gabeldorsche (Phycinae) |
|  |                         |

|  | Quappen (Lotinae) |
|  |                   |
|  | Dorsche (Gadinae) |
|  |                   |

|  | Einhorndorsche (Bregmacerotidae) |
|  |                                  |
|  | Aaldorsche (Muraenolepididae)    |
|  |                                  |

|  | Gaidropsarinae          |
|  |                         |
|  | Gabeldorsche (Phycinae) |
|  |                         |

|  | Quappen (Lotinae) |
|  |                   |
|  | Dorsche (Gadinae) |
|  |                   |

|  | Gaidropsarinae          |
|  |                         |
|  | Gabeldorsche (Phycinae) |
|  |                         |

|  | Quappen (Lotinae) |
|  |                   |
|  | Dorsche (Gadinae) |
|  |                   |

|  | Einhorndorsche (Bregmacerotidae) |
|  |                                  |
|  | Aaldorsche (Muraenolepididae)    |
|  |                                  |

|  | Gaidropsarinae          |
|  |                         |
|  | Gabeldorsche (Phycinae) |
|  |                         |

|  | Quappen (Lotinae) |
|  |                   |
|  | Dorsche (Gadinae) |
|  |                   |

|  | Gaidropsarinae          |
|  |                         |
|  | Gabeldorsche (Phycinae) |
|  |                         |

|  | Quappen (Lotinae) |
|  |                   |
|  | Dorsche (Gadinae) |
|  |                   |

|  | Einhorndorsche (Bregmacerotidae) |
|  |                                  |
|  | Aaldorsche (Muraenolepididae)    |
|  |                                  |

|  | Gaidropsarinae          |
|  |                         |
|  | Gabeldorsche (Phycinae) |
|  |                         |

|  | Quappen (Lotinae) |
|  |                   |
|  | Dorsche (Gadinae) |
|  |                   |

|  | Gaidropsarinae          |
|  |                         |
|  | Gabeldorsche (Phycinae) |
|  |                         |

|  | Quappen (Lotinae) |
|  |                   |
|  | Dorsche (Gadinae) |
|  |                   |

|  | Einhorndorsche (Bregmacerotidae) |
|  |                                  |
|  | Aaldorsche (Muraenolepididae)    |
|  |                                  |

|  | Gaidropsarinae          |
|  |                         |
|  | Gabeldorsche (Phycinae) |
|  |                         |

|  | Quappen (Lotinae) |
|  |                   |
|  | Dorsche (Gadinae) |
|  |                   |

|  | Gaidropsarinae          |
|  |                         |
|  | Gabeldorsche (Phycinae) |
|  |                         |

|  | Quappen (Lotinae) |
|  |                   |
|  | Dorsche (Gadinae) |
|  |                   |

|  | Einhorndorsche (Bregmacerotidae) |
|  |                                  |
|  | Aaldorsche (Muraenolepididae)    |
|  |                                  |

|  | Gaidropsarinae          |
|  |                         |
|  | Gabeldorsche (Phycinae) |
|  |                         |

|  | Quappen (Lotinae) |
|  |                   |
|  | Dorsche (Gadinae) |
|  |                   |

|  | Gaidropsarinae          |
|  |                         |
|  | Gabeldorsche (Phycinae) |
|  |                         |

|  | Quappen (Lotinae) |
|  |                   |
|  | Dorsche (Gadinae) |
|  |                   |

|  | Einhorndorsche (Bregmacerotidae) |
|  |                                  |
|  | Aaldorsche (Muraenolepididae)    |
|  |                                  |

|  | Gaidropsarinae          |
|  |                         |
|  | Gabeldorsche (Phycinae) |
|  |                         |

|  | Quappen (Lotinae) |
|  |                   |
|  | Dorsche (Gadinae) |
|  |                   |

|  | Gaidropsarinae          |
|  |                         |
|  | Gabeldorsche (Phycinae) |
|  |                         |

|  | Quappen (Lotinae) |
|  |                   |
|  | Dorsche (Gadinae) |
|  |                   |

|  | Einhorndorsche (Bregmacerotidae) |
|  |                                  |
|  | Aaldorsche (Muraenolepididae)    |
|  |                                  |

|  | Gaidropsarinae          |
|  |                         |
|  | Gabeldorsche (Phycinae) |
|  |                         |

|  | Quappen (Lotinae) |
|  |                   |
|  | Dorsche (Gadinae) |
|  |                   |

|  | Gaidropsarinae          |
|  |                         |
|  | Gabeldorsche (Phycinae) |
|  |                         |

|  | Quappen (Lotinae) |
|  |                   |
|  | Dorsche (Gadinae) |
|  |                   |

|  | Einhorndorsche (Bregmacerotidae) |
|  |                                  |
|  | Aaldorsche (Muraenolepididae)    |
|  |                                  |

|  | Gaidropsarinae          |
|  |                         |
|  | Gabeldorsche (Phycinae) |
|  |                         |

|  | Quappen (Lotinae) |
|  |                   |
|  | Dorsche (Gadinae) |
|  |                   |

|  | Gaidropsarinae          |
|  |                         |
|  | Gabeldorsche (Phycinae) |
|  |                         |

|  | Quappen (Lotinae) |
|  |                   |
|  | Dorsche (Gadinae) |
|  |                   |

|  | Einhorndorsche (Bregmacerotidae) |
|  |                                  |
|  | Aaldorsche (Muraenolepididae)    |
|  |                                  |

|  | Gaidropsarinae          |
|  |                         |
|  | Gabeldorsche (Phycinae) |
|  |                         |

|  | Quappen (Lotinae) |
|  |                   |
|  | Dorsche (Gadinae) |
|  |                   |

|  | Gaidropsarinae          |
|  |                         |
|  | Gabeldorsche (Phycinae) |
|  |                         |

|  | Quappen (Lotinae) |
|  |                   |
|  | Dorsche (Gadinae) |
|  |                   |

|  | Einhorndorsche (Bregmacerotidae) |
|  |                                  |
|  | Aaldorsche (Muraenolepididae)    |
|  |                                  |

|  | Gaidropsarinae          |
|  |                         |
|  | Gabeldorsche (Phycinae) |
|  |                         |

|  | Quappen (Lotinae) |
|  |                   |
|  | Dorsche (Gadinae) |
|  |                   |

|  | Gaidropsarinae          |
|  |                         |
|  | Gabeldorsche (Phycinae) |
|  |                         |

|  | Quappen (Lotinae) |
|  |                   |
|  | Dorsche (Gadinae) |
|  |                   |

|  | Einhorndorsche (Bregmacerotidae) |
|  |                                  |
|  | Aaldorsche (Muraenolepididae)    |
|  |                                  |

|  | Gaidropsarinae          |
|  |                         |
|  | Gabeldorsche (Phycinae) |
|  |                         |

|  | Quappen (Lotinae) |
|  |                   |
|  | Dorsche (Gadinae) |
|  |                   |

|  | Gaidropsarinae          |
|  |                         |
|  | Gabeldorsche (Phycinae) |
|  |                         |

|  | Quappen (Lotinae) |
|  |                   |
|  | Dorsche (Gadinae) |
|  |                   |

|  | Einhorndorsche (Bregmacerotidae) |
|  |                                  |
|  | Aaldorsche (Muraenolepididae)    |
|  |                                  |

|  | Gaidropsarinae          |
|  |                         |
|  | Gabeldorsche (Phycinae) |
|  |                         |

|  | Quappen (Lotinae) |
|  |                   |
|  | Dorsche (Gadinae) |
|  |                   |

|  | Gaidropsarinae          |
|  |                         |
|  | Gabeldorsche (Phycinae) |
|  |                         |

|  | Quappen (Lotinae) |
|  |                   |
|  | Dorsche (Gadinae) |
|  |                   |

|  | Einhorndorsche (Bregmacerotidae) |
|  |                                  |
|  | Aaldorsche (Muraenolepididae)    |
|  |                                  |

|  | Gaidropsarinae          |
|  |                         |
|  | Gabeldorsche (Phycinae) |
|  |                         |

|  | Quappen (Lotinae) |
|  |                   |
|  | Dorsche (Gadinae) |
|  |                   |

|  | Gaidropsarinae          |
|  |                         |
|  | Gabeldorsche (Phycinae) |
|  |                         |

|  | Quappen (Lotinae) |
|  |                   |
|  | Dorsche (Gadinae) |
|  |                   |

|  | Einhorndorsche (Bregmacerotidae) |
|  |                                  |
|  | Aaldorsche (Muraenolepididae)    |
|  |                                  |

|  | Gaidropsarinae          |
|  |                         |
|  | Gabeldorsche (Phycinae) |
|  |                         |

|  | Quappen (Lotinae) |
|  |                   |
|  | Dorsche (Gadinae) |
|  |                   |

|  | Gaidropsarinae          |
|  |                         |
|  | Gabeldorsche (Phycinae) |
|  |                         |

|  | Quappen (Lotinae) |
|  |                   |
|  | Dorsche (Gadinae) |
|  |                   |

|  | Einhorndorsche (Bregmacerotidae) |
|  |                                  |
|  | Aaldorsche (Muraenolepididae)    |
|  |                                  |

|  | Gaidropsarinae          |
|  |                         |
|  | Gabeldorsche (Phycinae) |
|  |                         |

|  | Quappen (Lotinae) |
|  |                   |
|  | Dorsche (Gadinae) |
|  |                   |

|  | Gaidropsarinae          |
|  |                         |
|  | Gabeldorsche (Phycinae) |
|  |                         |

|  | Quappen (Lotinae) |
|  |                   |
|  | Dorsche (Gadinae) |
|  |                   |

|  | Einhorndorsche (Bregmacerotidae) |
|  |                                  |
|  | Aaldorsche (Muraenolepididae)    |
|  |                                  |

|  | Gaidropsarinae          |
|  |                         |
|  | Gabeldorsche (Phycinae) |
|  |                         |

|  | Quappen (Lotinae) |
|  |                   |
|  | Dorsche (Gadinae) |
|  |                   |

|  | Gaidropsarinae          |
|  |                         |
|  | Gabeldorsche (Phycinae) |
|  |                         |

|  | Quappen (Lotinae) |
|  |                   |
|  | Dorsche (Gadinae) |
|  |                   |

|  | Einhorndorsche (Bregmacerotidae) |
|  |                                  |
|  | Aaldorsche (Muraenolepididae)    |
|  |                                  |

|  | Gaidropsarinae          |
|  |                         |
|  | Gabeldorsche (Phycinae) |
|  |                         |

|  | Quappen (Lotinae) |
|  |                   |
|  | Dorsche (Gadinae) |
|  |                   |

|  | Gaidropsarinae          |
|  |                         |
|  | Gabeldorsche (Phycinae) |
|  |                         |

|  | Quappen (Lotinae) |
|  |                   |
|  | Dorsche (Gadinae) |
|  |                   |

|  | Einhorndorsche (Bregmacerotidae) |
|  |                                  |
|  | Aaldorsche (Muraenolepididae)    |
|  |                                  |

|  | Gaidropsarinae          |
|  |                         |
|  | Gabeldorsche (Phycinae) |
|  |                         |

|  | Quappen (Lotinae) |
|  |                   |
|  | Dorsche (Gadinae) |
|  |                   |

|  | Gaidropsarinae          |
|  |                         |
|  | Gabeldorsche (Phycinae) |
|  |                         |

|  | Quappen (Lotinae) |
|  |                   |
|  | Dorsche (Gadinae) |
|  |                   |

|  | Einhorndorsche (Bregmacerotidae) |
|  |                                  |
|  | Aaldorsche (Muraenolepididae)    |
|  |                                  |

|  | Gaidropsarinae          |
|  |                         |
|  | Gabeldorsche (Phycinae) |
|  |                         |

|  | Quappen (Lotinae) |
|  |                   |
|  | Dorsche (Gadinae) |
|  |                   |

|  | Gaidropsarinae          |
|  |                         |
|  | Gabeldorsche (Phycinae) |
|  |                         |

|  | Quappen (Lotinae) |
|  |                   |
|  | Dorsche (Gadinae) |
|  |                   |

|  | Einhorndorsche (Bregmacerotidae) |
|  |                                  |
|  | Aaldorsche (Muraenolepididae)    |
|  |                                  |

|  | Gaidropsarinae          |
|  |                         |
|  | Gabeldorsche (Phycinae) |
|  |                         |

|  | Quappen (Lotinae) |
|  |                   |
|  | Dorsche (Gadinae) |
|  |                   |

|  | Gaidropsarinae          |
|  |                         |
|  | Gabeldorsche (Phycinae) |
|  |                         |

|  | Quappen (Lotinae) |
|  |                   |
|  | Dorsche (Gadinae) |
|  |                   |

|  | Einhorndorsche (Bregmacerotidae) |
|  |                                  |
|  | Aaldorsche (Muraenolepididae)    |
|  |                                  |

|  | Gaidropsarinae          |
|  |                         |
|  | Gabeldorsche (Phycinae) |
|  |                         |

|  | Quappen (Lotinae) |
|  |                   |
|  | Dorsche (Gadinae) |
|  |                   |

|  | Gaidropsarinae          |
|  |                         |
|  | Gabeldorsche (Phycinae) |
|  |                         |

|  | Quappen (Lotinae) |
|  |                   |
|  | Dorsche (Gadinae) |
|  |                   |

|  | Einhorndorsche (Bregmacerotidae) |
|  |                                  |
|  | Aaldorsche (Muraenolepididae)    |
|  |                                  |

|  | Gaidropsarinae          |
|  |                         |
|  | Gabeldorsche (Phycinae) |
|  |                         |

|  | Quappen (Lotinae) |
|  |                   |
|  | Dorsche (Gadinae) |
|  |                   |

|  | Gaidropsarinae          |
|  |                         |
|  | Gabeldorsche (Phycinae) |
|  |                         |

|  | Quappen (Lotinae) |
|  |                   |
|  | Dorsche (Gadinae) |
|  |                   |

|  | Einhorndorsche (Bregmacerotidae) |
|  |                                  |
|  | Aaldorsche (Muraenolepididae)    |
|  |                                  |

|  | Gaidropsarinae          |
|  |                         |
|  | Gabeldorsche (Phycinae) |
|  |                         |

|  | Quappen (Lotinae) |
|  |                   |
|  | Dorsche (Gadinae) |
|  |                   |

|  | Gaidropsarinae          |
|  |                         |
|  | Gabeldorsche (Phycinae) |
|  |                         |

|  | Quappen (Lotinae) |
|  |                   |
|  | Dorsche (Gadinae) |
|  |                   |

|  | Einhorndorsche (Bregmacerotidae) |
|  |                                  |
|  | Aaldorsche (Muraenolepididae)    |
|  |                                  |

|  | Gaidropsarinae          |
|  |                         |
|  | Gabeldorsche (Phycinae) |
|  |                         |

|  | Quappen (Lotinae) |
|  |                   |
|  | Dorsche (Gadinae) |
|  |                   |

|  | Gaidropsarinae          |
|  |                         |
|  | Gabeldorsche (Phycinae) |
|  |                         |

|  | Quappen (Lotinae) |
|  |                   |
|  | Dorsche (Gadinae) |
|  |                   |

|  | Einhorndorsche (Bregmacerotidae) |
|  |                                  |
|  | Aaldorsche (Muraenolepididae)    |
|  |                                  |

|  | Gaidropsarinae          |
|  |                         |
|  | Gabeldorsche (Phycinae) |
|  |                         |

|  | Quappen (Lotinae) |
|  |                   |
|  | Dorsche (Gadinae) |
|  |                   |

|  | Gaidropsarinae          |
|  |                         |
|  | Gabeldorsche (Phycinae) |
|  |                         |

|  | Quappen (Lotinae) |
|  |                   |
|  | Dorsche (Gadinae) |
|  |                   |

|  | Einhorndorsche (Bregmacerotidae) |
|  |                                  |
|  | Aaldorsche (Muraenolepididae)    |
|  |                                  |

|  | Gaidropsarinae          |
|  |                         |
|  | Gabeldorsche (Phycinae) |
|  |                         |

|  | Quappen (Lotinae) |
|  |                   |
|  | Dorsche (Gadinae) |
|  |                   |

|  | Gaidropsarinae          |
|  |                         |
|  | Gabeldorsche (Phycinae) |
|  |                         |

|  | Quappen (Lotinae) |
|  |                   |
|  | Dorsche (Gadinae) |
|  |                   |

|  | Einhorndorsche (Bregmacerotidae) |
|  |                                  |
|  | Aaldorsche (Muraenolepididae)    |
|  |                                  |

|  | Gaidropsarinae          |
|  |                         |
|  | Gabeldorsche (Phycinae) |
|  |                         |

|  | Quappen (Lotinae) |
|  |                   |
|  | Dorsche (Gadinae) |
|  |                   |

|  | Gaidropsarinae          |
|  |                         |
|  | Gabeldorsche (Phycinae) |
|  |                         |

|  | Quappen (Lotinae) |
|  |                   |
|  | Dorsche (Gadinae) |
|  |                   |

|  | Einhorndorsche (Bregmacerotidae) |
|  |                                  |
|  | Aaldorsche (Muraenolepididae)    |
|  |                                  |

|  | Gaidropsarinae          |
|  |                         |
|  | Gabeldorsche (Phycinae) |
|  |                         |

|  | Quappen (Lotinae) |
|  |                   |
|  | Dorsche (Gadinae) |
|  |                   |

|  | Gaidropsarinae          |
|  |                         |
|  | Gabeldorsche (Phycinae) |
|  |                         |

|  | Quappen (Lotinae) |
|  |                   |
|  | Dorsche (Gadinae) |
|  |                   |

|  | Einhorndorsche (Bregmacerotidae) |
|  |                                  |
|  | Aaldorsche (Muraenolepididae)    |
|  |                                  |

|  | Gaidropsarinae          |
|  |                         |
|  | Gabeldorsche (Phycinae) |
|  |                         |

|  | Quappen (Lotinae) |
|  |                   |
|  | Dorsche (Gadinae) |
|  |                   |

|  | Gaidropsarinae          |
|  |                         |
|  | Gabeldorsche (Phycinae) |
|  |                         |

|  | Quappen (Lotinae) |
|  |                   |
|  | Dorsche (Gadinae) |
|  |                   |

|  | Einhorndorsche (Bregmacerotidae) |
|  |                                  |
|  | Aaldorsche (Muraenolepididae)    |
|  |                                  |

|  | Gaidropsarinae          |
|  |                         |
|  | Gabeldorsche (Phycinae) |
|  |                         |

|  | Quappen (Lotinae) |
|  |                   |
|  | Dorsche (Gadinae) |
|  |                   |

|  | Gaidropsarinae          |
|  |                         |
|  | Gabeldorsche (Phycinae) |
|  |                         |

|  | Quappen (Lotinae) |
|  |                   |
|  | Dorsche (Gadinae) |
|  |                   |

|  | Einhorndorsche (Bregmacerotidae) |
|  |                                  |
|  | Aaldorsche (Muraenolepididae)    |
|  |                                  |

|  | Gaidropsarinae          |
|  |                         |
|  | Gabeldorsche (Phycinae) |
|  |                         |

|  | Quappen (Lotinae) |
|  |                   |
|  | Dorsche (Gadinae) |
|  |                   |

|  | Gaidropsarinae          |
|  |                         |
|  | Gabeldorsche (Phycinae) |
|  |                         |

|  | Quappen (Lotinae) |
|  |                   |
|  | Dorsche (Gadinae) |
|  |                   |

|  | Einhorndorsche (Bregmacerotidae) |
|  |                                  |
|  | Aaldorsche (Muraenolepididae)    |
|  |                                  |

|  | Gaidropsarinae          |
|  |                         |
|  | Gabeldorsche (Phycinae) |
|  |                         |

|  | Quappen (Lotinae) |
|  |                   |
|  | Dorsche (Gadinae) |
|  |                   |

|  | Gaidropsarinae          |
|  |                         |
|  | Gabeldorsche (Phycinae) |
|  |                         |

|  | Quappen (Lotinae) |
|  |                   |
|  | Dorsche (Gadinae) |
|  |                   |

|  | Einhorndorsche (Bregmacerotidae) |
|  |                                  |
|  | Aaldorsche (Muraenolepididae)    |
|  |                                  |

|  | Gaidropsarinae          |
|  |                         |
|  | Gabeldorsche (Phycinae) |
|  |                         |

|  | Quappen (Lotinae) |
|  |                   |
|  | Dorsche (Gadinae) |
|  |                   |

|  | Gaidropsarinae          |
|  |                         |
|  | Gabeldorsche (Phycinae) |
|  |                         |

|  | Quappen (Lotinae) |
|  |                   |
|  | Dorsche (Gadinae) |
|  |                   |

|  | Einhorndorsche (Bregmacerotidae) |
|  |                                  |
|  | Aaldorsche (Muraenolepididae)    |
|  |                                  |

|  | Gaidropsarinae          |
|  |                         |
|  | Gabeldorsche (Phycinae) |
|  |                         |

|  | Quappen (Lotinae) |
|  |                   |
|  | Dorsche (Gadinae) |
|  |                   |

|  | Gaidropsarinae          |
|  |                         |
|  | Gabeldorsche (Phycinae) |
|  |                         |

|  | Quappen (Lotinae) |
|  |                   |
|  | Dorsche (Gadinae) |
|  |                   |

|  | Einhorndorsche (Bregmacerotidae) |
|  |                                  |
|  | Aaldorsche (Muraenolepididae)    |
|  |                                  |

|  | Gaidropsarinae          |
|  |                         |
|  | Gabeldorsche (Phycinae) |
|  |                         |

|  | Quappen (Lotinae) |
|  |                   |
|  | Dorsche (Gadinae) |
|  |                   |

|  | Gaidropsarinae          |
|  |                         |
|  | Gabeldorsche (Phycinae) |
|  |                         |

|  | Quappen (Lotinae) |
|  |                   |
|  | Dorsche (Gadinae) |
|  |                   |

|  | Einhorndorsche (Bregmacerotidae) |
|  |                                  |
|  | Aaldorsche (Muraenolepididae)    |
|  |                                  |

|  | Gaidropsarinae          |
|  |                         |
|  | Gabeldorsche (Phycinae) |
|  |                         |

|  | Quappen (Lotinae) |
|  |                   |
|  | Dorsche (Gadinae) |
|  |                   |

|  | Gaidropsarinae          |
|  |                         |
|  | Gabeldorsche (Phycinae) |
|  |                         |

|  | Quappen (Lotinae) |
|  |                   |
|  | Dorsche (Gadinae) |
|  |                   |

|  | Einhorndorsche (Bregmacerotidae) |
|  |                                  |
|  | Aaldorsche (Muraenolepididae)    |
|  |                                  |

|  | Gaidropsarinae          |
|  |                         |
|  | Gabeldorsche (Phycinae) |
|  |                         |

|  | Quappen (Lotinae) |
|  |                   |
|  | Dorsche (Gadinae) |
|  |                   |

|  | Gaidropsarinae          |
|  |                         |
|  | Gabeldorsche (Phycinae) |
|  |                         |

|  | Quappen (Lotinae) |
|  |                   |
|  | Dorsche (Gadinae) |
|  |                   |

|  | Einhorndorsche (Bregmacerotidae) |
|  |                                  |
|  | Aaldorsche (Muraenolepididae)    |
|  |                                  |

|  | Gaidropsarinae          |
|  |                         |
|  | Gabeldorsche (Phycinae) |
|  |                         |

|  | Quappen (Lotinae) |
|  |                   |
|  | Dorsche (Gadinae) |
|  |                   |

|  | Gaidropsarinae          |
|  |                         |
|  | Gabeldorsche (Phycinae) |
|  |                         |

|  | Quappen (Lotinae) |
|  |                   |
|  | Dorsche (Gadinae) |
|  |                   |

|  | Einhorndorsche (Bregmacerotidae) |
|  |                                  |
|  | Aaldorsche (Muraenolepididae)    |
|  |                                  |

|  | Gaidropsarinae          |
|  |                         |
|  | Gabeldorsche (Phycinae) |
|  |                         |

|  | Quappen (Lotinae) |
|  |                   |
|  | Dorsche (Gadinae) |
|  |                   |

|  | Gaidropsarinae          |
|  |                         |
|  | Gabeldorsche (Phycinae) |
|  |                         |

|  | Quappen (Lotinae) |
|  |                   |
|  | Dorsche (Gadinae) |
|  |                   |

|  | Einhorndorsche (Bregmacerotidae) |
|  |                                  |
|  | Aaldorsche (Muraenolepididae)    |
|  |                                  |

|  | Gaidropsarinae          |
|  |                         |
|  | Gabeldorsche (Phycinae) |
|  |                         |

|  | Quappen (Lotinae) |
|  |                   |
|  | Dorsche (Gadinae) |
|  |                   |

|  | Gaidropsarinae          |
|  |                         |
|  | Gabeldorsche (Phycinae) |
|  |                         |

|  | Quappen (Lotinae) |
|  |                   |
|  | Dorsche (Gadinae) |
|  |                   |

|  | Einhorndorsche (Bregmacerotidae) |
|  |                                  |
|  | Aaldorsche (Muraenolepididae)    |
|  |                                  |

|  | Gaidropsarinae          |
|  |                         |
|  | Gabeldorsche (Phycinae) |
|  |                         |

|  | Quappen (Lotinae) |
|  |                   |
|  | Dorsche (Gadinae) |
|  |                   |

|  | Gaidropsarinae          |
|  |                         |
|  | Gabeldorsche (Phycinae) |
|  |                         |

|  | Quappen (Lotinae) |
|  |                   |
|  | Dorsche (Gadinae) |
|  |                   |

|  | Einhorndorsche (Bregmacerotidae) |
|  |                                  |
|  | Aaldorsche (Muraenolepididae)    |
|  |                                  |

|  | Gaidropsarinae          |
|  |                         |
|  | Gabeldorsche (Phycinae) |
|  |                         |

|  | Quappen (Lotinae) |
|  |                   |
|  | Dorsche (Gadinae) |
|  |                   |

|  | Gaidropsarinae          |
|  |                         |
|  | Gabeldorsche (Phycinae) |
|  |                         |

|  | Quappen (Lotinae) |
|  |                   |
|  | Dorsche (Gadinae) |
|  |                   |

|  | Einhorndorsche (Bregmacerotidae) |
|  |                                  |
|  | Aaldorsche (Muraenolepididae)    |
|  |                                  |

|  | Gaidropsarinae          |
|  |                         |
|  | Gabeldorsche (Phycinae) |
|  |                         |

|  | Quappen (Lotinae) |
|  |                   |
|  | Dorsche (Gadinae) |
|  |                   |

|  | Gaidropsarinae          |
|  |                         |
|  | Gabeldorsche (Phycinae) |
|  |                         |

|  | Quappen (Lotinae) |
|  |                   |
|  | Dorsche (Gadinae) |
|  |                   |

|  | Einhorndorsche (Bregmacerotidae) |
|  |                                  |
|  | Aaldorsche (Muraenolepididae)    |
|  |                                  |

|  | Gaidropsarinae          |
|  |                         |
|  | Gabeldorsche (Phycinae) |
|  |                         |

|  | Quappen (Lotinae) |
|  |                   |
|  | Dorsche (Gadinae) |
|  |                   |

|  | Gaidropsarinae          |
|  |                         |
|  | Gabeldorsche (Phycinae) |
|  |                         |

|  | Quappen (Lotinae) |
|  |                   |
|  | Dorsche (Gadinae) |
|  |                   |

|  | Einhorndorsche (Bregmacerotidae) |
|  |                                  |
|  | Aaldorsche (Muraenolepididae)    |
|  |                                  |

|  | Gaidropsarinae          |
|  |                         |
|  | Gabeldorsche (Phycinae) |
|  |                         |

|  | Quappen (Lotinae) |
|  |                   |
|  | Dorsche (Gadinae) |
|  |                   |

|  | Gaidropsarinae          |
|  |                         |
|  | Gabeldorsche (Phycinae) |
|  |                         |

|  | Quappen (Lotinae) |
|  |                   |
|  | Dorsche (Gadinae) |
|  |                   |

|  | Einhorndorsche (Bregmacerotidae) |
|  |                                  |
|  | Aaldorsche (Muraenolepididae)    |
|  |                                  |

|  | Gaidropsarinae          |
|  |                         |
|  | Gabeldorsche (Phycinae) |
|  |                         |

|  | Quappen (Lotinae) |
|  |                   |
|  | Dorsche (Gadinae) |
|  |                   |

|  | Gaidropsarinae          |
|  |                         |
|  | Gabeldorsche (Phycinae) |
|  |                         |

|  | Quappen (Lotinae) |
|  |                   |
|  | Dorsche (Gadinae) |
|  |                   |

|  | Einhorndorsche (Bregmacerotidae) |
|  |                                  |
|  | Aaldorsche (Muraenolepididae)    |
|  |                                  |

|  | Gaidropsarinae          |
|  |                         |
|  | Gabeldorsche (Phycinae) |
|  |                         |

|  | Quappen (Lotinae) |
|  |                   |
|  | Dorsche (Gadinae) |
|  |                   |

|  | Gaidropsarinae          |
|  |                         |
|  | Gabeldorsche (Phycinae) |
|  |                         |

|  | Quappen (Lotinae) |
|  |                   |
|  | Dorsche (Gadinae) |
|  |                   |

|  | Einhorndorsche (Bregmacerotidae) |
|  |                                  |
|  | Aaldorsche (Muraenolepididae)    |
|  |                                  |

|  | Gaidropsarinae          |
|  |                         |
|  | Gabeldorsche (Phycinae) |
|  |                         |

|  | Quappen (Lotinae) |
|  |                   |
|  | Dorsche (Gadinae) |
|  |                   |

|  | Gaidropsarinae          |
|  |                         |
|  | Gabeldorsche (Phycinae) |
|  |                         |

|  | Quappen (Lotinae) |
|  |                   |
|  | Dorsche (Gadinae) |
|  |                   |

|  | Einhorndorsche (Bregmacerotidae) |
|  |                                  |
|  | Aaldorsche (Muraenolepididae)    |
|  |                                  |

|  | Gaidropsarinae          |
|  |                         |
|  | Gabeldorsche (Phycinae) |
|  |                         |

|  | Quappen (Lotinae) |
|  |                   |
|  | Dorsche (Gadinae) |
|  |                   |

|  | Gaidropsarinae          |
|  |                         |
|  | Gabeldorsche (Phycinae) |
|  |                         |

|  | Quappen (Lotinae) |
|  |                   |
|  | Dorsche (Gadinae) |
|  |                   |

|  | Einhorndorsche (Bregmacerotidae) |
|  |                                  |
|  | Aaldorsche (Muraenolepididae)    |
|  |                                  |

|  | Gaidropsarinae          |
|  |                         |
|  | Gabeldorsche (Phycinae) |
|  |                         |

|  | Quappen (Lotinae) |
|  |                   |
|  | Dorsche (Gadinae) |
|  |                   |

|  | Gaidropsarinae          |
|  |                         |
|  | Gabeldorsche (Phycinae) |
|  |                         |

|  | Quappen (Lotinae) |
|  |                   |
|  | Dorsche (Gadinae) |
|  |                   |

|  | Einhorndorsche (Bregmacerotidae) |
|  |                                  |
|  | Aaldorsche (Muraenolepididae)    |
|  |                                  |

|  | Gaidropsarinae          |
|  |                         |
|  | Gabeldorsche (Phycinae) |
|  |                         |

|  | Quappen (Lotinae) |
|  |                   |
|  | Dorsche (Gadinae) |
|  |                   |

|  | Gaidropsarinae          |
|  |                         |
|  | Gabeldorsche (Phycinae) |
|  |                         |

|  | Quappen (Lotinae) |
|  |                   |
|  | Dorsche (Gadinae) |
|  |                   |

|  | Einhorndorsche (Bregmacerotidae) |
|  |                                  |
|  | Aaldorsche (Muraenolepididae)    |
|  |                                  |

|  | Gaidropsarinae          |
|  |                         |
|  | Gabeldorsche (Phycinae) |
|  |                         |

|  | Quappen (Lotinae) |
|  |                   |
|  | Dorsche (Gadinae) |
|  |                   |

|  | Gaidropsarinae          |
|  |                         |
|  | Gabeldorsche (Phycinae) |
|  |                         |

|  | Quappen (Lotinae) |
|  |                   |
|  | Dorsche (Gadinae) |
|  |                   |

|  | Einhorndorsche (Bregmacerotidae) |
|  |                                  |
|  | Aaldorsche (Muraenolepididae)    |
|  |                                  |

|  | Gaidropsarinae          |
|  |                         |
|  | Gabeldorsche (Phycinae) |
|  |                         |

|  | Quappen (Lotinae) |
|  |                   |
|  | Dorsche (Gadinae) |
|  |                   |

|  | Gaidropsarinae          |
|  |                         |
|  | Gabeldorsche (Phycinae) |
|  |                         |

|  | Quappen (Lotinae) |
|  |                   |
|  | Dorsche (Gadinae) |
|  |                   |

|  | Einhorndorsche (Bregmacerotidae) |
|  |                                  |
|  | Aaldorsche (Muraenolepididae)    |
|  |                                  |

|  | Gaidropsarinae          |
|  |                         |
|  | Gabeldorsche (Phycinae) |
|  |                         |

|  | Quappen (Lotinae) |
|  |                   |
|  | Dorsche (Gadinae) |
|  |                   |

|  | Gaidropsarinae          |
|  |                         |
|  | Gabeldorsche (Phycinae) |
|  |                         |

|  | Quappen (Lotinae) |
|  |                   |
|  | Dorsche (Gadinae) |
|  |                   |

|  | Einhorndorsche (Bregmacerotidae) |
|  |                                  |
|  | Aaldorsche (Muraenolepididae)    |
|  |                                  |

|  | Gaidropsarinae          |
|  |                         |
|  | Gabeldorsche (Phycinae) |
|  |                         |

|  | Quappen (Lotinae) |
|  |                   |
|  | Dorsche (Gadinae) |
|  |                   |

|  | Gaidropsarinae          |
|  |                         |
|  | Gabeldorsche (Phycinae) |
|  |                         |

|  | Quappen (Lotinae) |
|  |                   |
|  | Dorsche (Gadinae) |
|  |                   |

|  | Einhorndorsche (Bregmacerotidae) |
|  |                                  |
|  | Aaldorsche (Muraenolepididae)    |
|  |                                  |

|  | Gaidropsarinae          |
|  |                         |
|  | Gabeldorsche (Phycinae) |
|  |                         |

|  | Quappen (Lotinae) |
|  |                   |
|  | Dorsche (Gadinae) |
|  |                   |

|  | Gaidropsarinae          |
|  |                         |
|  | Gabeldorsche (Phycinae) |
|  |                         |

|  | Quappen (Lotinae) |
|  |                   |
|  | Dorsche (Gadinae) |
|  |                   |

|  | Einhorndorsche (Bregmacerotidae) |
|  |                                  |
|  | Aaldorsche (Muraenolepididae)    |
|  |                                  |

|  | Gaidropsarinae          |
|  |                         |
|  | Gabeldorsche (Phycinae) |
|  |                         |

|  | Quappen (Lotinae) |
|  |                   |
|  | Dorsche (Gadinae) |
|  |                   |

|  | Gaidropsarinae          |
|  |                         |
|  | Gabeldorsche (Phycinae) |
|  |                         |

|  | Quappen (Lotinae) |
|  |                   |
|  | Dorsche (Gadinae) |
|  |                   |

|  | Einhorndorsche (Bregmacerotidae) |
|  |                                  |
|  | Aaldorsche (Muraenolepididae)    |
|  |                                  |

|  | Gaidropsarinae          |
|  |                         |
|  | Gabeldorsche (Phycinae) |
|  |                         |

|  | Quappen (Lotinae) |
|  |                   |
|  | Dorsche (Gadinae) |
|  |                   |

|  | Gaidropsarinae          |
|  |                         |
|  | Gabeldorsche (Phycinae) |
|  |                         |

|  | Quappen (Lotinae) |
|  |                   |
|  | Dorsche (Gadinae) |
|  |                   |

|  | Einhorndorsche (Bregmacerotidae) |
|  |                                  |
|  | Aaldorsche (Muraenolepididae)    |
|  |                                  |

|  | Gaidropsarinae          |
|  |                         |
|  | Gabeldorsche (Phycinae) |
|  |                         |

|  | Quappen (Lotinae) |
|  |                   |
|  | Dorsche (Gadinae) |
|  |                   |

|  | Gaidropsarinae          |
|  |                         |
|  | Gabeldorsche (Phycinae) |
|  |                         |

|  | Quappen (Lotinae) |
|  |                   |
|  | Dorsche (Gadinae) |
|  |                   |

|  | Einhorndorsche (Bregmacerotidae) |
|  |                                  |
|  | Aaldorsche (Muraenolepididae)    |
|  |                                  |

|  | Gaidropsarinae          |
|  |                         |
|  | Gabeldorsche (Phycinae) |
|  |                         |

|  | Quappen (Lotinae) |
|  |                   |
|  | Dorsche (Gadinae) |
|  |                   |

|  | Gaidropsarinae          |
|  |                         |
|  | Gabeldorsche (Phycinae) |
|  |                         |

|  | Quappen (Lotinae) |
|  |                   |
|  | Dorsche (Gadinae) |
|  |                   |

|  | Einhorndorsche (Bregmacerotidae) |
|  |                                  |
|  | Aaldorsche (Muraenolepididae)    |
|  |                                  |

|  | Gaidropsarinae          |
|  |                         |
|  | Gabeldorsche (Phycinae) |
|  |                         |

|  | Quappen (Lotinae) |
|  |                   |
|  | Dorsche (Gadinae) |
|  |                   |

|  | Gaidropsarinae          |
|  |                         |
|  | Gabeldorsche (Phycinae) |
|  |                         |

|  | Quappen (Lotinae) |
|  |                   |
|  | Dorsche (Gadinae) |
|  |                   |

|  | Einhorndorsche (Bregmacerotidae) |
|  |                                  |
|  | Aaldorsche (Muraenolepididae)    |
|  |                                  |

|  | Gaidropsarinae          |
|  |                         |
|  | Gabeldorsche (Phycinae) |
|  |                         |

|  | Quappen (Lotinae) |
|  |                   |
|  | Dorsche (Gadinae) |
|  |                   |

|  | Gaidropsarinae          |
|  |                         |
|  | Gabeldorsche (Phycinae) |
|  |                         |

|  | Quappen (Lotinae) |
|  |                   |
|  | Dorsche (Gadinae) |
|  |                   |

|  | Einhorndorsche (Bregmacerotidae) |
|  |                                  |
|  | Aaldorsche (Muraenolepididae)    |
|  |                                  |

|  | Gaidropsarinae          |
|  |                         |
|  | Gabeldorsche (Phycinae) |
|  |                         |

|  | Quappen (Lotinae) |
|  |                   |
|  | Dorsche (Gadinae) |
|  |                   |

|  | Gaidropsarinae          |
|  |                         |
|  | Gabeldorsche (Phycinae) |
|  |                         |

|  | Quappen (Lotinae) |
|  |                   |
|  | Dorsche (Gadinae) |
|  |                   |

|  | Einhorndorsche (Bregmacerotidae) |
|  |                                  |
|  | Aaldorsche (Muraenolepididae)    |
|  |                                  |

|  | Gaidropsarinae          |
|  |                         |
|  | Gabeldorsche (Phycinae) |
|  |                         |

|  | Quappen (Lotinae) |
|  |                   |
|  | Dorsche (Gadinae) |
|  |                   |

|  | Gaidropsarinae          |
|  |                         |
|  | Gabeldorsche (Phycinae) |
|  |                         |

|  | Quappen (Lotinae) |
|  |                   |
|  | Dorsche (Gadinae) |
|  |                   |

|  | Einhorndorsche (Bregmacerotidae) |
|  |                                  |
|  | Aaldorsche (Muraenolepididae)    |
|  |                                  |

|  | Gaidropsarinae          |
|  |                         |
|  | Gabeldorsche (Phycinae) |
|  |                         |

|  | Quappen (Lotinae) |
|  |                   |
|  | Dorsche (Gadinae) |
|  |                   |

|  | Gaidropsarinae          |
|  |                         |
|  | Gabeldorsche (Phycinae) |
|  |                         |

|  | Quappen (Lotinae) |
|  |                   |
|  | Dorsche (Gadinae) |
|  |                   |

|  | Einhorndorsche (Bregmacerotidae) |
|  |                                  |
|  | Aaldorsche (Muraenolepididae)    |
|  |                                  |

|  | Gaidropsarinae          |
|  |                         |
|  | Gabeldorsche (Phycinae) |
|  |                         |

|  | Quappen (Lotinae) |
|  |                   |
|  | Dorsche (Gadinae) |
|  |                   |

|  | Gaidropsarinae          |
|  |                         |
|  | Gabeldorsche (Phycinae) |
|  |                         |

|  | Quappen (Lotinae) |
|  |                   |
|  | Dorsche (Gadinae) |
|  |                   |

|  | Einhorndorsche (Bregmacerotidae) |
|  |                                  |
|  | Aaldorsche (Muraenolepididae)    |
|  |                                  |

|  | Gaidropsarinae          |
|  |                         |
|  | Gabeldorsche (Phycinae) |
|  |                         |

|  | Quappen (Lotinae) |
|  |                   |
|  | Dorsche (Gadinae) |
|  |                   |

|  | Gaidropsarinae          |
|  |                         |
|  | Gabeldorsche (Phycinae) |
|  |                         |

|  | Quappen (Lotinae) |
|  |                   |
|  | Dorsche (Gadinae) |
|  |                   |

|  | Einhorndorsche (Bregmacerotidae) |
|  |                                  |
|  | Aaldorsche (Muraenolepididae)    |
|  |                                  |

|  | Gaidropsarinae          |
|  |                         |
|  | Gabeldorsche (Phycinae) |
|  |                         |

|  | Quappen (Lotinae) |
|  |                   |
|  | Dorsche (Gadinae) |
|  |                   |

|  | Gaidropsarinae          |
|  |                         |
|  | Gabeldorsche (Phycinae) |
|  |                         |

|  | Quappen (Lotinae) |
|  |                   |
|  | Dorsche (Gadinae) |
|  |                   |

|  | Einhorndorsche (Bregmacerotidae) |
|  |                                  |
|  | Aaldorsche (Muraenolepididae)    |
|  |                                  |

|  | Gaidropsarinae          |
|  |                         |
|  | Gabeldorsche (Phycinae) |
|  |                         |

|  | Quappen (Lotinae) |
|  |                   |
|  | Dorsche (Gadinae) |
|  |                   |

|  | Gaidropsarinae          |
|  |                         |
|  | Gabeldorsche (Phycinae) |
|  |                         |

|  | Quappen (Lotinae) |
|  |                   |
|  | Dorsche (Gadinae) |
|  |                   |

|  | Einhorndorsche (Bregmacerotidae) |
|  |                                  |
|  | Aaldorsche (Muraenolepididae)    |
|  |                                  |

|  | Gaidropsarinae          |
|  |                         |
|  | Gabeldorsche (Phycinae) |
|  |                         |

|  | Quappen (Lotinae) |
|  |                   |
|  | Dorsche (Gadinae) |
|  |                   |

|  | Gaidropsarinae          |
|  |                         |
|  | Gabeldorsche (Phycinae) |
|  |                         |

|  | Quappen (Lotinae) |
|  |                   |
|  | Dorsche (Gadinae) |
|  |                   |

|  | Einhorndorsche (Bregmacerotidae) |
|  |                                  |
|  | Aaldorsche (Muraenolepididae)    |
|  |                                  |

|  | Gaidropsarinae          |
|  |                         |
|  | Gabeldorsche (Phycinae) |
|  |                         |

|  | Quappen (Lotinae) |
|  |                   |
|  | Dorsche (Gadinae) |
|  |                   |

|  | Gaidropsarinae          |
|  |                         |
|  | Gabeldorsche (Phycinae) |
|  |                         |

|  | Quappen (Lotinae) |
|  |                   |
|  | Dorsche (Gadinae) |
|  |                   |

|  | Einhorndorsche (Bregmacerotidae) |
|  |                                  |
|  | Aaldorsche (Muraenolepididae)    |
|  |                                  |

|  | Gaidropsarinae          |
|  |                         |
|  | Gabeldorsche (Phycinae) |
|  |                         |

|  | Quappen (Lotinae) |
|  |                   |
|  | Dorsche (Gadinae) |
|  |                   |

|  | Gaidropsarinae          |
|  |                         |
|  | Gabeldorsche (Phycinae) |
|  |                         |

|  | Quappen (Lotinae) |
|  |                   |
|  | Dorsche (Gadinae) |
|  |                   |

|  | Einhorndorsche (Bregmacerotidae) |
|  |                                  |
|  | Aaldorsche (Muraenolepididae)    |
|  |                                  |

|  | Gaidropsarinae          |
|  |                         |
|  | Gabeldorsche (Phycinae) |
|  |                         |

|  | Quappen (Lotinae) |
|  |                   |
|  | Dorsche (Gadinae) |
|  |                   |

|  | Gaidropsarinae          |
|  |                         |
|  | Gabeldorsche (Phycinae) |
|  |                         |

|  | Quappen (Lotinae) |
|  |                   |
|  | Dorsche (Gadinae) |
|  |                   |

|  | Einhorndorsche (Bregmacerotidae) |
|  |                                  |
|  | Aaldorsche (Muraenolepididae)    |
|  |                                  |

|  | Gaidropsarinae          |
|  |                         |
|  | Gabeldorsche (Phycinae) |
|  |                         |

|  | Quappen (Lotinae) |
|  |                   |
|  | Dorsche (Gadinae) |
|  |                   |

|  | Gaidropsarinae          |
|  |                         |
|  | Gabeldorsche (Phycinae) |
|  |                         |

|  | Quappen (Lotinae) |
|  |                   |
|  | Dorsche (Gadinae) |
|  |                   |

|  | Einhorndorsche (Bregmacerotidae) |
|  |                                  |
|  | Aaldorsche (Muraenolepididae)    |
|  |                                  |

|  | Gaidropsarinae          |
|  |                         |
|  | Gabeldorsche (Phycinae) |
|  |                         |

|  | Quappen (Lotinae) |
|  |                   |
|  | Dorsche (Gadinae) |
|  |                   |

|  | Gaidropsarinae          |
|  |                         |
|  | Gabeldorsche (Phycinae) |
|  |                         |

|  | Quappen (Lotinae) |
|  |                   |
|  | Dorsche (Gadinae) |
|  |                   |

|  | Einhorndorsche (Bregmacerotidae) |
|  |                                  |
|  | Aaldorsche (Muraenolepididae)    |
|  |                                  |

|  | Gaidropsarinae          |
|  |                         |
|  | Gabeldorsche (Phycinae) |
|  |                         |

|  | Quappen (Lotinae) |
|  |                   |
|  | Dorsche (Gadinae) |
|  |                   |

|  | Gaidropsarinae          |
|  |                         |
|  | Gabeldorsche (Phycinae) |
|  |                         |

|  | Quappen (Lotinae) |
|  |                   |
|  | Dorsche (Gadinae) |
|  |                   |

|  | Einhorndorsche (Bregmacerotidae) |
|  |                                  |
|  | Aaldorsche (Muraenolepididae)    |
|  |                                  |

|  | Gaidropsarinae          |
|  |                         |
|  | Gabeldorsche (Phycinae) |
|  |                         |

|  | Quappen (Lotinae) |
|  |                   |
|  | Dorsche (Gadinae) |
|  |                   |

|  | Gaidropsarinae          |
|  |                         |
|  | Gabeldorsche (Phycinae) |
|  |                         |

|  | Quappen (Lotinae) |
|  |                   |
|  | Dorsche (Gadinae) |
|  |                   |

|  | Einhorndorsche (Bregmacerotidae) |
|  |                                  |
|  | Aaldorsche (Muraenolepididae)    |
|  |                                  |

|  | Gaidropsarinae          |
|  |                         |
|  | Gabeldorsche (Phycinae) |
|  |                         |

|  | Quappen (Lotinae) |
|  |                   |
|  | Dorsche (Gadinae) |
|  |                   |

|  | Gaidropsarinae          |
|  |                         |
|  | Gabeldorsche (Phycinae) |
|  |                         |

|  | Quappen (Lotinae) |
|  |                   |
|  | Dorsche (Gadinae) |
|  |                   |

|  | Einhorndorsche (Bregmacerotidae) |
|  |                                  |
|  | Aaldorsche (Muraenolepididae)    |
|  |                                  |

|  | Gaidropsarinae          |
|  |                         |
|  | Gabeldorsche (Phycinae) |
|  |                         |

|  | Quappen (Lotinae) |
|  |                   |
|  | Dorsche (Gadinae) |
|  |                   |

|  | Gaidropsarinae          |
|  |                         |
|  | Gabeldorsche (Phycinae) |
|  |                         |

|  | Quappen (Lotinae) |
|  |                   |
|  | Dorsche (Gadinae) |
|  |                   |

|  | Einhorndorsche (Bregmacerotidae) |
|  |                                  |
|  | Aaldorsche (Muraenolepididae)    |
|  |                                  |

|  | Gaidropsarinae          |
|  |                         |
|  | Gabeldorsche (Phycinae) |
|  |                         |

|  | Quappen (Lotinae) |
|  |                   |
|  | Dorsche (Gadinae) |
|  |                   |

|  | Gaidropsarinae          |
|  |                         |
|  | Gabeldorsche (Phycinae) |
|  |                         |

|  | Quappen (Lotinae) |
|  |                   |
|  | Dorsche (Gadinae) |
|  |                   |

|  | Einhorndorsche (Bregmacerotidae) |
|  |                                  |
|  | Aaldorsche (Muraenolepididae)    |
|  |                                  |

|  | Gaidropsarinae          |
|  |                         |
|  | Gabeldorsche (Phycinae) |
|  |                         |

|  | Quappen (Lotinae) |
|  |                   |
|  | Dorsche (Gadinae) |
|  |                   |

|  | Gaidropsarinae          |
|  |                         |
|  | Gabeldorsche (Phycinae) |
|  |                         |

|  | Quappen (Lotinae) |
|  |                   |
|  | Dorsche (Gadinae) |
|  |                   |

|  | Einhorndorsche (Bregmacerotidae) |
|  |                                  |
|  | Aaldorsche (Muraenolepididae)    |
|  |                                  |

|  | Gaidropsarinae          |
|  |                         |
|  | Gabeldorsche (Phycinae) |
|  |                         |

|  | Quappen (Lotinae) |
|  |                   |
|  | Dorsche (Gadinae) |
|  |                   |

|  | Gaidropsarinae          |
|  |                         |
|  | Gabeldorsche (Phycinae) |
|  |                         |

|  | Quappen (Lotinae) |
|  |                   |
|  | Dorsche (Gadinae) |
|  |                   |

|  | Einhorndorsche (Bregmacerotidae) |
|  |                                  |
|  | Aaldorsche (Muraenolepididae)    |
|  |                                  |

|  | Gaidropsarinae          |
|  |                         |
|  | Gabeldorsche (Phycinae) |
|  |                         |

|  | Quappen (Lotinae) |
|  |                   |
|  | Dorsche (Gadinae) |
|  |                   |

|  | Gaidropsarinae          |
|  |                         |
|  | Gabeldorsche (Phycinae) |
|  |                         |

|  | Quappen (Lotinae) |
|  |                   |
|  | Dorsche (Gadinae) |
|  |                   |

|  | Einhorndorsche (Bregmacerotidae) |
|  |                                  |
|  | Aaldorsche (Muraenolepididae)    |
|  |                                  |

|  | Gaidropsarinae          |
|  |                         |
|  | Gabeldorsche (Phycinae) |
|  |                         |

|  | Quappen (Lotinae) |
|  |                   |
|  | Dorsche (Gadinae) |
|  |                   |

|  | Gaidropsarinae          |
|  |                         |
|  | Gabeldorsche (Phycinae) |
|  |                         |

|  | Quappen (Lotinae) |
|  |                   |
|  | Dorsche (Gadinae) |
|  |                   |

|  | Einhorndorsche (Bregmacerotidae) |
|  |                                  |
|  | Aaldorsche (Muraenolepididae)    |
|  |                                  |

|  | Gaidropsarinae          |
|  |                         |
|  | Gabeldorsche (Phycinae) |
|  |                         |

|  | Quappen (Lotinae) |
|  |                   |
|  | Dorsche (Gadinae) |
|  |                   |

|  | Gaidropsarinae          |
|  |                         |
|  | Gabeldorsche (Phycinae) |
|  |                         |

|  | Quappen (Lotinae) |
|  |                   |
|  | Dorsche (Gadinae) |
|  |                   |

|  | Einhorndorsche (Bregmacerotidae) |
|  |                                  |
|  | Aaldorsche (Muraenolepididae)    |
|  |                                  |

|  | Gaidropsarinae          |
|  |                         |
|  | Gabeldorsche (Phycinae) |
|  |                         |

|  | Quappen (Lotinae) |
|  |                   |
|  | Dorsche (Gadinae) |
|  |                   |

|  | Gaidropsarinae          |
|  |                         |
|  | Gabeldorsche (Phycinae) |
|  |                         |

|  | Quappen (Lotinae) |
|  |                   |
|  | Dorsche (Gadinae) |
|  |                   |

|  | Einhorndorsche (Bregmacerotidae) |
|  |                                  |
|  | Aaldorsche (Muraenolepididae)    |
|  |                                  |

|  | Gaidropsarinae          |
|  |                         |
|  | Gabeldorsche (Phycinae) |
|  |                         |

|  | Quappen (Lotinae) |
|  |                   |
|  | Dorsche (Gadinae) |
|  |                   |

|  | Gaidropsarinae          |
|  |                         |
|  | Gabeldorsche (Phycinae) |
|  |                         |

|  | Quappen (Lotinae) |
|  |                   |
|  | Dorsche (Gadinae) |
|  |                   |